# فهرست سیارک‌ها (۱۳۳۰۰۱–۱۳۴۰۰۱)
فهرست سیارک‌ها (۱۳۳۰۰۱ - ۱۳۴۰۰۱) فهرست سیارک‌ها از ۱۳۳۰۰۱ تا ۱۳۴۰۰۱ است.
| نام    | نام انگلیسی  | تاریخ کشف       |
| ------ | ------------ | --------------- |
| ۱۳۳۰۰۱ | 2002 TF282   | ۱۰ اکتبر ۲۰۰۲   |
| ۱۳۳۰۰۲ | 2002 TE286   | ۱۰ اکتبر ۲۰۰۲   |
| ۱۳۳۰۰۳ | 2002 TM289   | ۱۰ اکتبر ۲۰۰۲   |
| ۱۳۳۰۰۴ | 2002 TU290   | ۱۰ اکتبر ۲۰۰۲   |
| ۱۳۳۰۰۵ | 2002 TH296   | ۱۱ اکتبر ۲۰۰۲   |
| ۱۳۳۰۰۶ | 2002 TZ298   | ۱۲ اکتبر ۲۰۰۲   |
| ۱۳۳۰۰۷ | 2002 TB317   | ۵ اکتبر ۲۰۰۲    |
| ۱۳۳۰۰۸ | 2002 TU325   | ۵ اکتبر ۲۰۰۲    |
| ۱۳۳۰۰۹ | 2002 TT350   | ۱۰ اکتبر ۲۰۰۲   |
| ۱۳۳۰۱۰ | 2002 UL5     | ۲۸ اکتبر ۲۰۰۲   |
| ۱۳۳۰۱۱ | 2002 UN8     | ۲۸ اکتبر ۲۰۰۲   |
| ۱۳۳۰۱۲ | 2002 UT16    | ۳۰ اکتبر ۲۰۰۲   |
| ۱۳۳۰۱۳ | 2002 US22    | ۳۰ اکتبر ۲۰۰۲   |
| ۱۳۳۰۱۴ | 2002 UD48    | ۳۱ اکتبر ۲۰۰۲   |
| ۱۳۳۰۱۵ | 2002 VK2     | ۳ نوامبر ۲۰۰۲   |
| ۱۳۳۰۱۶ | 2002 VY7     | ۱ نوامبر ۲۰۰۲   |
| ۱۳۳۰۱۷ | 2002 VQ47    | ۵ نوامبر ۲۰۰۲   |
| ۱۳۳۰۱۸ | 2002 VJ51    | ۶ نوامبر ۲۰۰۲   |
| ۱۳۳۰۱۹ | 2002 VJ56    | ۶ نوامبر ۲۰۰۲   |
| ۱۳۳۰۲۰ | 2002 VP61    | ۵ نوامبر ۲۰۰۲   |
| ۱۳۳۰۲۱ | 2002 VJ67    | ۷ نوامبر ۲۰۰۲   |
| ۱۳۳۰۲۲ | 2002 VG73    | ۷ نوامبر ۲۰۰۲   |
| ۱۳۳۰۲۳ | 2002 VY118   | ۱۲ نوامبر ۲۰۰۲  |
| ۱۳۳۰۲۴ | 2002 VP120   | ۱۲ نوامبر ۲۰۰۲  |
| ۱۳۳۰۲۵ | 2002 VC127   | ۱۳ نوامبر ۲۰۰۲  |
| ۱۳۳۰۲۶ | 2002 WW11    | ۲۷ نوامبر ۲۰۰۲  |
| ۱۳۳۰۲۷ | 2002 XJ4     | ۳ دسامبر ۲۰۰۲   |
| ۱۳۳۰۲۸ | 2002 XH42    | ۶ دسامبر ۲۰۰۲   |
| ۱۳۳۰۲۹ | 2002 XT45    | ۱۰ دسامبر ۲۰۰۲  |
| ۱۳۳۰۳۰ | 2002 XC69    | ۱۳ دسامبر ۲۰۰۲  |
| ۱۳۳۰۳۱ | 2002 XM69    | ۵ دسامبر ۲۰۰۲   |
| ۱۳۳۰۳۲ | 2002 XU102   | ۵ دسامبر ۲۰۰۲   |
| ۱۳۳۰۳۳ | 2002 YD2     | ۲۷ دسامبر ۲۰۰۲  |
| ۱۳۳۰۳۴ | 2002 YZ2     | ۲۸ دسامبر ۲۰۰۲  |
| ۱۳۳۰۳۵ | 2003 AP2     | ۲ ژانویه ۲۰۰۳   |
| ۱۳۳۰۳۶ | 2003 AX2     | ۱ ژانویه ۲۰۰۳   |
| ۱۳۳۰۳۷ | 2003 AB3     | ۳ ژانویه ۲۰۰۳   |
| ۱۳۳۰۳۸ | 2003 AD10    | ۱ ژانویه ۲۰۰۳   |
| ۱۳۳۰۳۹ | 2003 AJ34    | ۷ ژانویه ۲۰۰۳   |
| ۱۳۳۰۴۰ | 2003 BB34    | ۲۷ ژانویه ۲۰۰۳  |
| ۱۳۳۰۴۱ | 2003 BU38    | ۲۷ ژانویه ۲۰۰۳  |
| ۱۳۳۰۴۲ | 2003 BX42    | ۲۸ ژانویه ۲۰۰۳  |
| ۱۳۳۰۴۳ | 2003 BC43    | ۲۹ ژانویه ۲۰۰۳  |
| ۱۳۳۰۴۴ | 2003 BM46    | ۲۹ ژانویه ۲۰۰۳  |
| ۱۳۳۰۴۵ | 2003 BH73    | ۲۹ ژانویه ۲۰۰۳  |
| ۱۳۳۰۴۶ | 2003 BC79    | ۳۱ ژانویه ۲۰۰۳  |
| ۱۳۳۰۴۷ | 2003 CG4     | ۱ فوریه ۲۰۰۳    |
| ۱۳۳۰۴۸ | 2003 CG15    | ۴ فوریه ۲۰۰۳    |
| ۱۳۳۰۴۹ | 2003 DU7     | ۲۴ فوریه ۲۰۰۳   |
| ۱۳۳۰۵۰ | 2003 DB17    | ۲۱ فوریه ۲۰۰۳   |
| ۱۳۳۰۵۰ | 2003 EH      | ۲ مارس ۲۰۰۳     |
| ۱۳۳۰۵۲ | 2003 EA1     | ۲ مارس ۲۰۰۳     |
| ۱۳۳۰۵۳ | 2003 EB17    | ۸ مارس ۲۰۰۳     |
| ۱۳۳۰۵۴ | 2003 EL40    | ۸ مارس ۲۰۰۳     |
| ۱۳۳۰۵۵ | 2003 EN40    | ۸ مارس ۲۰۰۳     |
| ۱۳۳۰۵۶ | 2003 EU43    | ۶ مارس ۲۰۰۳     |
| ۱۳۳۰۵۷ | 2003 EC54    | ۱۱ مارس ۲۰۰۳    |
| ۱۳۳۰۵۸ | 2003 ED54    | ۱۱ مارس ۲۰۰۳    |
| ۱۳۳۰۵۹ | 2003 EC58    | ۹ مارس ۲۰۰۳     |
| ۱۳۳۰۶۰ | 2003 FT7     | ۲۹ مارس ۲۰۰۳    |
| ۱۳۳۰۶۱ | 2003 FT9     | ۲۲ مارس ۲۰۰۳    |
| ۱۳۳۰۶۲ | 2003 FP20    | ۲۳ مارس ۲۰۰۳    |
| ۱۳۳۰۶۳ | 2003 FM23    | ۲۳ مارس ۲۰۰۳    |
| ۱۳۳۰۶۴ | 2003 FF47    | ۲۴ مارس ۲۰۰۳    |
| ۱۳۳۰۶۵ | 2003 FH54    | ۲۵ مارس ۲۰۰۳    |
| ۱۳۳۰۶۶ | 2003 FQ124   | ۳۰ مارس ۲۰۰۳    |
| ۱۳۳۰۶۷ | 2003 FB128   | ۳۰ مارس ۲۰۰۳    |
| ۱۳۳۰۶۸ | 2003 HD1     | ۲۱ آوریل ۲۰۰۳   |
| ۱۳۳۰۶۹ | 2003 HU29    | ۲۸ آوریل ۲۰۰۳   |
| ۱۳۳۰۷۰ | 2003 HP31    | ۲۶ آوریل ۲۰۰۳   |
| ۱۳۳۰۷۱ | 2003 HT35    | ۲۷ آوریل ۲۰۰۳   |
| ۱۳۳۰۷۲ | 2003 HC39    | ۲۹ آوریل ۲۰۰۳   |
| ۱۳۳۰۷۳ | 2003 HZ46    | ۲۸ آوریل ۲۰۰۳   |
| ۱۳۳۰۷۴ | 2003 HW53    | ۲۱ آوریل ۲۰۰۳   |
| ۱۳۳۰۷۵ | 2003 JX5     | ۱ مه ۲۰۰۳       |
| ۱۳۳۰۷۶ | 2003 JO8     | ۲ مه ۲۰۰۳       |
| ۱۳۳۰۷۷ | 2003 JZ10    | ۴ مه ۲۰۰۳       |
| ۱۳۳۰۷۸ | 2003 JU13    | ۵ مه ۲۰۰۳       |
| ۱۳۳۰۷۹ | 2003 JO17    | ۱۱ مه ۲۰۰۳      |
| ۱۳۳۰۸۰ | 2003 KZ9     | ۲۶ مه ۲۰۰۳      |
| ۱۳۳۰۸۱ | 2003 KH16    | ۲۵ مه ۲۰۰۳      |
| ۱۳۳۰۸۲ | 2003 KV16    | ۲۹ مه ۲۰۰۳      |
| ۱۳۳۰۸۳ | 2003 MF2     | ۲۲ ژوئن ۲۰۰۳    |
| ۱۳۳۰۸۴ | 2003 MU4     | ۲۶ ژوئن ۲۰۰۳    |
| ۱۳۳۰۸۵ | 2003 MY4     | ۲۶ ژوئن ۲۰۰۳    |
| ۱۳۳۰۸۶ | 2003 MN5     | ۲۶ ژوئن ۲۰۰۳    |
| ۱۳۳۰۸۷ | 2003 MX5     | ۲۶ ژوئن ۲۰۰۳    |
| ۱۳۳۰۸۸ | 2003 MG7     | ۲۶ ژوئن ۲۰۰۳    |
| ۱۳۳۰۸۹ | 2003 MQ8     | ۲۸ ژوئن ۲۰۰۳    |
| ۱۳۳۰۹۰ | 2003 MS9     | ۲۶ ژوئن ۲۰۰۳    |
| ۱۳۳۰۹۱ | 2003 MH10    | ۲۹ ژوئن ۲۰۰۳    |
| ۱۳۳۰۹۲ | 2003 MU11    | ۲۷ ژوئن ۲۰۰۳    |
| ۱۳۳۰۹۲ | 2003 NP      | ۱ ژوئیه ۲۰۰۳    |
| ۱۳۳۰۹۴ | 2003 ND5     | ۵ ژوئیه ۲۰۰۳    |
| ۱۳۳۰۹۵ | 2003 NU6     | ۷ ژوئیه ۲۰۰۳    |
| ۱۳۳۰۹۶ | 2003 NY7     | ۸ ژوئیه ۲۰۰۳    |
| ۱۳۳۰۹۷ | 2003 NE8     | ۸ ژوئیه ۲۰۰۳    |
| ۱۳۳۰۹۸ | 2003 NM8     | ۷ ژوئیه ۲۰۰۳    |
| ۱۳۳۰۹۹ | 2003 NL11    | ۳ ژوئیه ۲۰۰۳    |
| ۱۳۳۱۰۰ | 2003 OJ1     | ۱۸ ژوئیه ۲۰۰۳   |
| ۱۳۳۱۰۱ | 2003 OJ2     | ۲۲ ژوئیه ۲۰۰۳   |
| ۱۳۳۱۰۲ | 2003 OF6     | ۲۳ ژوئیه ۲۰۰۳   |
| ۱۳۳۱۰۳ | 2003 OG7     | ۲۴ ژوئیه ۲۰۰۳   |
| ۱۳۳۱۰۴ | 2003 OP8     | ۲۶ ژوئیه ۲۰۰۳   |
| ۱۳۳۱۰۵ | 2003 OG10    | ۲۵ ژوئیه ۲۰۰۳   |
| ۱۳۳۱۰۶ | 2003 OS10    | ۲۷ ژوئیه ۲۰۰۳   |
| ۱۳۳۱۰۷ | 2003 OX10    | ۲۷ ژوئیه ۲۰۰۳   |
| ۱۳۳۱۰۸ | 2003 OM13    | ۲۸ ژوئیه ۲۰۰۳   |
| ۱۳۳۱۰۹ | 2003 OO18    | ۲۵ ژوئیه ۲۰۰۳   |
| ۱۳۳۱۱۰ | 2003 ON19    | ۳۰ ژوئیه ۲۰۰۳   |
| ۱۳۳۱۱۱ | 2003 OW20    | ۳۱ ژوئیه ۲۰۰۳   |
| ۱۳۳۱۱۲ | 2003 OV21    | ۲۹ ژوئیه ۲۰۰۳   |
| ۱۳۳۱۱۳ | 2003 OO22    | ۳۰ ژوئیه ۲۰۰۳   |
| ۱۳۳۱۱۴ | 2003 OA23    | ۳۰ ژوئیه ۲۰۰۳   |
| ۱۳۳۱۱۵ | 2003 OR25    | ۲۴ ژوئیه ۲۰۰۳   |
| ۱۳۳۱۱۶ | 2003 OY25    | ۲۴ ژوئیه ۲۰۰۳   |
| ۱۳۳۱۱۷ | 2003 OB27    | ۲۴ ژوئیه ۲۰۰۳   |
| ۱۳۳۱۱۸ | 2003 ON27    | ۲۴ ژوئیه ۲۰۰۳   |
| ۱۳۳۱۱۹ | 2003 OK28    | ۲۴ ژوئیه ۲۰۰۳   |
| ۱۳۳۱۲۰ | 2003 OO31    | ۳۰ ژوئیه ۲۰۰۳   |
| ۱۳۳۱۲۱ | 2003 OC32    | ۲۹ ژوئیه ۲۰۰۳   |
| ۱۳۳۱۲۲ | 2003 OD32    | ۳۰ ژوئیه ۲۰۰۳   |
| ۱۳۳۱۲۳ | 2003 PO1     | ۱ اوت ۲۰۰۳      |
| ۱۳۳۱۲۴ | 2003 PP1     | ۱ اوت ۲۰۰۳      |
| ۱۳۳۱۲۵ | 2003 PF2     | ۲ اوت ۲۰۰۳      |
| ۱۳۳۱۲۶ | 2003 PJ3     | ۲ اوت ۲۰۰۳      |
| ۱۳۳۱۲۷ | 2003 PY3     | ۲ اوت ۲۰۰۳      |
| ۱۳۳۱۲۸ | 2003 PZ3     | ۲ اوت ۲۰۰۳      |
| ۱۳۳۱۲۹ | 2003 PV4     | ۲ اوت ۲۰۰۳      |
| ۱۳۳۱۳۰ | 2003 PB6     | ۱ اوت ۲۰۰۳      |
| ۱۳۳۱۳۱ | 2003 PC8     | ۲ اوت ۲۰۰۳      |
| ۱۳۳۱۳۲ | 2003 PJ8     | ۲ اوت ۲۰۰۳      |
| ۱۳۳۱۳۳ | 2003 PH9     | ۴ اوت ۲۰۰۳      |
| ۱۳۳۱۳۴ | 2003 PN11    | ۵ اوت ۲۰۰۳      |
| ۱۳۳۱۳۵ | 2003 PG12    | ۵ اوت ۲۰۰۳      |
| ۱۳۳۱۳۶ | 2003 QS2     | ۱۹ اوت ۲۰۰۳     |
| ۱۳۳۱۳۷ | 2003 QQ4     | ۱۸ اوت ۲۰۰۳     |
| ۱۳۳۱۳۸ | 2003 QF6     | ۱۸ اوت ۲۰۰۳     |
| ۱۳۳۱۳۹ | 2003 QR6     | ۲۰ اوت ۲۰۰۳     |
| ۱۳۳۱۴۰ | 2003 QM7     | ۲۱ اوت ۲۰۰۳     |
| ۱۳۳۱۴۱ | 2003 QN7     | ۲۱ اوت ۲۰۰۳     |
| ۱۳۳۱۴۲ | 2003 QH9     | ۲۰ اوت ۲۰۰۳     |
| ۱۳۳۱۴۳ | 2003 QS11    | ۲۱ اوت ۲۰۰۳     |
| ۱۳۳۱۴۴ | 2003 QK13    | ۲۲ اوت ۲۰۰۳     |
| ۱۳۳۱۴۵ | 2003 QZ15    | ۲۰ اوت ۲۰۰۳     |
| ۱۳۳۱۴۶ | 2003 QB17    | ۲۱ اوت ۲۰۰۳     |
| ۱۳۳۱۴۷ | 2003 QC18    | ۲۲ اوت ۲۰۰۳     |
| ۱۳۳۱۴۸ | 2003 QF19    | ۲۲ اوت ۲۰۰۳     |
| ۱۳۳۱۴۹ | 2003 QJ19    | ۲۲ اوت ۲۰۰۳     |
| ۱۳۳۱۵۰ | 2003 QX19    | ۲۲ اوت ۲۰۰۳     |
| ۱۳۳۱۵۱ | 2003 QQ20    | ۲۲ اوت ۲۰۰۳     |
| ۱۳۳۱۵۲ | 2003 QT20    | ۲۲ اوت ۲۰۰۳     |
| ۱۳۳۱۵۳ | 2003 QU21    | ۲۲ اوت ۲۰۰۳     |
| ۱۳۳۱۵۴ | 2003 QL23    | ۲۰ اوت ۲۰۰۳     |
| ۱۳۳۱۵۵ | 2003 QA24    | ۲۱ اوت ۲۰۰۳     |
| ۱۳۳۱۵۶ | 2003 QZ25    | ۲۲ اوت ۲۰۰۳     |
| ۱۳۳۱۵۷ | 2003 QQ26    | ۲۲ اوت ۲۰۰۳     |
| ۱۳۳۱۵۸ | 2003 QE27    | ۲۳ اوت ۲۰۰۳     |
| ۱۳۳۱۵۹ | 2003 QG30    | ۲۲ اوت ۲۰۰۳     |
| ۱۳۳۱۶۰ | 2003 QK30    | ۲۴ اوت ۲۰۰۳     |
| ۱۳۳۱۶۱ | 2003 QE31    | ۲۴ اوت ۲۰۰۳     |
| ۱۳۳۱۶۲ | 2003 QP32    | ۲۱ اوت ۲۰۰۳     |
| ۱۳۳۱۶۳ | 2003 QT32    | ۲۱ اوت ۲۰۰۳     |
| ۱۳۳۱۶۴ | 2003 QV33    | ۲۲ اوت ۲۰۰۳     |
| ۱۳۳۱۶۵ | 2003 QZ36    | ۲۲ اوت ۲۰۰۳     |
| ۱۳۳۱۶۶ | 2003 QG37    | ۲۲ اوت ۲۰۰۳     |
| ۱۳۳۱۶۷ | 2003 QZ39    | ۲۲ اوت ۲۰۰۳     |
| ۱۳۳۱۶۸ | 2003 QB41    | ۲۲ اوت ۲۰۰۳     |
| ۱۳۳۱۶۹ | 2003 QO41    | ۲۲ اوت ۲۰۰۳     |
| ۱۳۳۱۷۰ | 2003 QC42    | ۲۲ اوت ۲۰۰۳     |
| ۱۳۳۱۷۱ | 2003 QG42    | ۲۲ اوت ۲۰۰۳     |
| ۱۳۳۱۷۲ | 2003 QH42    | ۲۲ اوت ۲۰۰۳     |
| ۱۳۳۱۷۳ | 2003 QK42    | ۲۲ اوت ۲۰۰۳     |
| ۱۳۳۱۷۴ | 2003 QE45    | ۲۳ اوت ۲۰۰۳     |
| ۱۳۳۱۷۵ | 2003 QB47    | ۲۴ اوت ۲۰۰۳     |
| ۱۳۳۱۷۶ | 2003 QD47    | ۲۴ اوت ۲۰۰۳     |
| ۱۳۳۱۷۷ | 2003 QB48    | ۲۰ اوت ۲۰۰۳     |
| ۱۳۳۱۷۸ | 2003 QK48    | ۲۰ اوت ۲۰۰۳     |
| ۱۳۳۱۷۹ | 2003 QV48    | ۲۱ اوت ۲۰۰۳     |
| ۱۳۳۱۸۰ | 2003 QH50    | ۲۲ اوت ۲۰۰۳     |
| ۱۳۳۱۸۱ | 2003 QO50    | ۲۲ اوت ۲۰۰۳     |
| ۱۳۳۱۸۲ | 2003 QV50    | ۲۲ اوت ۲۰۰۳     |
| ۱۳۳۱۸۳ | 2003 QU51    | ۲۳ اوت ۲۰۰۳     |
| ۱۳۳۱۸۴ | 2003 QE53    | ۲۳ اوت ۲۰۰۳     |
| ۱۳۳۱۸۵ | 2003 QF53    | ۲۳ اوت ۲۰۰۳     |
| ۱۳۳۱۸۶ | 2003 QH53    | ۲۳ اوت ۲۰۰۳     |
| ۱۳۳۱۸۷ | 2003 QS53    | ۲۳ اوت ۲۰۰۳     |
| ۱۳۳۱۸۸ | 2003 QW53    | ۲۳ اوت ۲۰۰۳     |
| ۱۳۳۱۸۹ | 2003 QM54    | ۲۳ اوت ۲۰۰۳     |
| ۱۳۳۱۹۰ | 2003 QT54    | ۲۳ اوت ۲۰۰۳     |
| ۱۳۳۱۹۱ | 2003 QW54    | ۲۳ اوت ۲۰۰۳     |
| ۱۳۳۱۹۲ | 2003 QG55    | ۲۳ اوت ۲۰۰۳     |
| ۱۳۳۱۹۳ | 2003 QK57    | ۲۳ اوت ۲۰۰۳     |
| ۱۳۳۱۹۴ | 2003 QG58    | ۲۳ اوت ۲۰۰۳     |
| ۱۳۳۱۹۵ | 2003 QE59    | ۲۳ اوت ۲۰۰۳     |
| ۱۳۳۱۹۶ | 2003 QQ59    | ۲۳ اوت ۲۰۰۳     |
| ۱۳۳۱۹۷ | 2003 QS59    | ۲۳ اوت ۲۰۰۳     |
| ۱۳۳۱۹۸ | 2003 QJ60    | ۲۳ اوت ۲۰۰۳     |
| ۱۳۳۱۹۹ | 2003 QJ62    | ۲۳ اوت ۲۰۰۳     |
| ۱۳۳۲۰۰ | 2003 QU62    | ۲۳ اوت ۲۰۰۳     |
| ۱۳۳۲۰۱ | 2003 QH63    | ۲۳ اوت ۲۰۰۳     |
| ۱۳۳۲۰۲ | 2003 QT63    | ۲۳ اوت ۲۰۰۳     |
| ۱۳۳۲۰۳ | 2003 QC64    | ۲۳ اوت ۲۰۰۳     |
| ۱۳۳۲۰۴ | 2003 QH64    | ۲۳ اوت ۲۰۰۳     |
| ۱۳۳۲۰۵ | 2003 QO64    | ۲۳ اوت ۲۰۰۳     |
| ۱۳۳۲۰۶ | 2003 QD66    | ۲۲ اوت ۲۰۰۳     |
| ۱۳۳۲۰۷ | 2003 QO66    | ۲۲ اوت ۲۰۰۳     |
| ۱۳۳۲۰۸ | 2003 QG68    | ۲۵ اوت ۲۰۰۳     |
| ۱۳۳۲۰۹ | 2003 QN68    | ۲۵ اوت ۲۰۰۳     |
| ۱۳۳۲۱۰ | 2003 QZ68    | ۲۵ اوت ۲۰۰۳     |
| ۱۳۳۲۱۱ | 2003 QG71    | ۲۳ اوت ۲۰۰۳     |
| ۱۳۳۲۱۲ | 2003 QB73    | ۲۴ اوت ۲۰۰۳     |
| ۱۳۳۲۱۳ | 2003 QS73    | ۲۶ اوت ۲۰۰۳     |
| ۱۳۳۲۱۴ | 2003 QF74    | ۲۴ اوت ۲۰۰۳     |
| ۱۳۳۲۱۵ | 2003 QE75    | ۲۴ اوت ۲۰۰۳     |
| ۱۳۳۲۱۶ | 2003 QT75    | ۲۴ اوت ۲۰۰۳     |
| ۱۳۳۲۱۷ | 2003 QA76    | ۲۴ اوت ۲۰۰۳     |
| ۱۳۳۲۱۸ | 2003 QC77    | ۲۴ اوت ۲۰۰۳     |
| ۱۳۳۲۱۹ | 2003 QA79    | ۲۴ اوت ۲۰۰۳     |
| ۱۳۳۲۲۰ | 2003 QX79    | ۲۵ اوت ۲۰۰۳     |
| ۱۳۳۲۲۱ | 2003 QU81    | ۲۳ اوت ۲۰۰۳     |
| ۱۳۳۲۲۲ | 2003 QQ85    | ۲۴ اوت ۲۰۰۳     |
| ۱۳۳۲۲۳ | 2003 QY87    | ۲۵ اوت ۲۰۰۳     |
| ۱۳۳۲۲۴ | 2003 QP88    | ۲۵ اوت ۲۰۰۳     |
| ۱۳۳۲۲۵ | 2003 QS88    | ۲۵ اوت ۲۰۰۳     |
| ۱۳۳۲۲۶ | 2003 QE93    | ۲۷ اوت ۲۰۰۳     |
| ۱۳۳۲۲۷ | 2003 QW94    | ۲۹ اوت ۲۰۰۳     |
| ۱۳۳۲۲۸ | 2003 QK96    | ۳۱ اوت ۲۰۰۳     |
| ۱۳۳۲۲۹ | 2003 QT100   | ۲۸ اوت ۲۰۰۳     |
| ۱۳۳۲۳۰ | 2003 QW100   | ۲۸ اوت ۲۰۰۳     |
| ۱۳۳۲۳۱ | 2003 QR103   | ۳۱ اوت ۲۰۰۳     |
| ۱۳۳۲۳۲ | 2003 QM105   | ۳۱ اوت ۲۰۰۳     |
| ۱۳۳۲۳۳ | 2003 QC106   | ۳۰ اوت ۲۰۰۳     |
| ۱۳۳۲۳۴ | 2003 QO106   | ۳۱ اوت ۲۰۰۳     |
| ۱۳۳۲۳۵ | 2003 QX106   | ۳۰ اوت ۲۰۰۳     |
| ۱۳۳۲۳۶ | 2003 QF107   | ۳۱ اوت ۲۰۰۳     |
| ۱۳۳۲۳۷ | 2003 QH107   | ۳۱ اوت ۲۰۰۳     |
| ۱۳۳۲۳۸ | 2003 QN107   | ۳۱ اوت ۲۰۰۳     |
| ۱۳۳۲۳۹ | 2003 QG109   | ۳۱ اوت ۲۰۰۳     |
| ۱۳۳۲۴۰ | 2003 QU110   | ۳۱ اوت ۲۰۰۳     |
| ۱۳۳۲۴۱ | 2003 QG111   | ۳۱ اوت ۲۰۰۳     |
| ۱۳۳۲۴۲ | 2003 QT111   | ۳۱ اوت ۲۰۰۳     |
| ۱۳۳۲۴۳ | Essen        | ۲ سپتامبر ۲۰۰۳  |
| ۱۳۳۲۴۴ | 2003 RZ1     | ۱ سپتامبر ۲۰۰۳  |
| ۱۳۳۲۴۵ | 2003 RL2     | ۱ سپتامبر ۲۰۰۳  |
| ۱۳۳۲۴۶ | 2003 RB3     | ۱ سپتامبر ۲۰۰۳  |
| ۱۳۳۲۴۷ | 2003 RK6     | ۱ سپتامبر ۲۰۰۳  |
| ۱۳۳۲۴۸ | 2003 RN6     | ۱ سپتامبر ۲۰۰۳  |
| ۱۳۳۲۴۹ | 2003 RS6     | ۱ سپتامبر ۲۰۰۳  |
| ۱۳۳۲۵۰ | Rubik        | ۵ سپتامبر ۲۰۰۳  |
| ۱۳۳۲۵۱ | 2003 RP10    | ۴ سپتامبر ۲۰۰۳  |
| ۱۳۳۲۵۲ | 2003 RT10    | ۸ سپتامبر ۲۰۰۳  |
| ۱۳۳۲۵۳ | 2003 RF13    | ۱۴ سپتامبر ۲۰۰۳ |
| ۱۳۳۲۵۴ | 2003 RB14    | ۱۵ سپتامبر ۲۰۰۳ |
| ۱۳۳۲۵۵ | 2003 RL14    | ۱۴ سپتامبر ۲۰۰۳ |
| ۱۳۳۲۵۶ | 2003 RH18    | ۱۵ سپتامبر ۲۰۰۳ |
| ۱۳۳۲۵۷ | 2003 RE20    | ۱۵ سپتامبر ۲۰۰۳ |
| ۱۳۳۲۵۸ | 2003 RG20    | ۱۵ سپتامبر ۲۰۰۳ |
| ۱۳۳۲۵۹ | 2003 RK21    | ۱۵ سپتامبر ۲۰۰۳ |
| ۱۳۳۲۶۰ | 2003 RL23    | ۱۳ سپتامبر ۲۰۰۳ |
| ۱۳۳۲۶۱ | 2003 RR23    | ۱۴ سپتامبر ۲۰۰۳ |
| ۱۳۳۲۶۲ | 2003 RK26    | ۳ سپتامبر ۲۰۰۳  |
| ۱۳۳۲۶۳ | 2003 SB1     | ۱۶ سپتامبر ۲۰۰۳ |
| ۱۳۳۲۶۴ | 2003 SO1     | ۱۶ سپتامبر ۲۰۰۳ |
| ۱۳۳۲۶۵ | 2003 SX1     | ۱۶ سپتامبر ۲۰۰۳ |
| ۱۳۳۲۶۶ | 2003 SH2     | ۱۶ سپتامبر ۲۰۰۳ |
| ۱۳۳۲۶۷ | 2003 SJ3     | ۱۶ سپتامبر ۲۰۰۳ |
| ۱۳۳۲۶۸ | 2003 SY3     | ۱۶ سپتامبر ۲۰۰۳ |
| ۱۳۳۲۶۹ | 2003 SG4     | ۱۶ سپتامبر ۲۰۰۳ |
| ۱۳۳۲۷۰ | 2003 SH4     | ۱۶ سپتامبر ۲۰۰۳ |
| ۱۳۳۲۷۱ | 2003 SN4     | ۱۶ سپتامبر ۲۰۰۳ |
| ۱۳۳۲۷۲ | 2003 SN10    | ۱۷ سپتامبر ۲۰۰۳ |
| ۱۳۳۲۷۳ | 2003 SC13    | ۱۶ سپتامبر ۲۰۰۳ |
| ۱۳۳۲۷۴ | 2003 SJ13    | ۱۶ سپتامبر ۲۰۰۳ |
| ۱۳۳۲۷۵ | 2003 SL14    | ۱۷ سپتامبر ۲۰۰۳ |
| ۱۳۳۲۷۶ | 2003 SV14    | ۱۷ سپتامبر ۲۰۰۳ |
| ۱۳۳۲۷۷ | 2003 SY16    | ۱۷ سپتامبر ۲۰۰۳ |
| ۱۳۳۲۷۸ | 2003 SA17    | ۱۷ سپتامبر ۲۰۰۳ |
| ۱۳۳۲۷۹ | 2003 SF17    | ۱۸ سپتامبر ۲۰۰۳ |
| ۱۳۳۲۸۰ | Bryleen      | ۱۸ سپتامبر ۲۰۰۳ |
| ۱۳۳۲۸۱ | 2003 ST17    | ۱۷ سپتامبر ۲۰۰۳ |
| ۱۳۳۲۸۲ | 2003 SX17    | ۱۷ سپتامبر ۲۰۰۳ |
| ۱۳۳۲۸۳ | 2003 SO21    | ۱۶ سپتامبر ۲۰۰۳ |
| ۱۳۳۲۸۴ | 2003 SH22    | ۱۶ سپتامبر ۲۰۰۳ |
| ۱۳۳۲۸۵ | 2003 SU23    | ۱۷ سپتامبر ۲۰۰۳ |
| ۱۳۳۲۸۶ | 2003 SD26    | ۱۷ سپتامبر ۲۰۰۳ |
| ۱۳۳۲۸۷ | 2003 SO26    | ۱۷ سپتامبر ۲۰۰۳ |
| ۱۳۳۲۸۸ | 2003 SJ27    | ۱۸ سپتامبر ۲۰۰۳ |
| ۱۳۳۲۸۹ | 2003 SX27    | ۱۸ سپتامبر ۲۰۰۳ |
| ۱۳۳۲۹۰ | 2003 SA28    | ۱۸ سپتامبر ۲۰۰۳ |
| ۱۳۳۲۹۱ | 2003 SX28    | ۱۸ سپتامبر ۲۰۰۳ |
| ۱۳۳۲۹۲ | 2003 SZ30    | ۱۸ سپتامبر ۲۰۰۳ |
| ۱۳۳۲۹۳ | Andrushivka  | ۱۸ سپتامبر ۲۰۰۳ |
| ۱۳۳۲۹۴ | 2003 SB34    | ۱۸ سپتامبر ۲۰۰۳ |
| ۱۳۳۲۹۵ | 2003 SK35    | ۱۸ سپتامبر ۲۰۰۳ |
| ۱۳۳۲۹۶ | Federicotosi | ۱۹ سپتامبر ۲۰۰۳ |
| ۱۳۳۲۹۷ | 2003 SW36    | ۱۹ سپتامبر ۲۰۰۳ |
| ۱۳۳۲۹۸ | 2003 SU37    | ۱۶ سپتامبر ۲۰۰۳ |
| ۱۳۳۲۹۹ | 2003 SC39    | ۱۶ سپتامبر ۲۰۰۳ |
| ۱۳۳۳۰۰ | 2003 SB40    | ۱۶ سپتامبر ۲۰۰۳ |
| ۱۳۳۳۰۱ | 2003 SX43    | ۱۶ سپتامبر ۲۰۰۳ |
| ۱۳۳۳۰۲ | 2003 SM45    | ۱۶ سپتامبر ۲۰۰۳ |
| ۱۳۳۳۰۳ | 2003 SR45    | ۱۶ سپتامبر ۲۰۰۳ |
| ۱۳۳۳۰۴ | 2003 SZ45    | ۱۶ سپتامبر ۲۰۰۳ |
| ۱۳۳۳۰۵ | 2003 SG46    | ۱۶ سپتامبر ۲۰۰۳ |
| ۱۳۳۳۰۶ | 2003 SB49    | ۱۸ سپتامبر ۲۰۰۳ |
| ۱۳۳۳۰۷ | 2003 SZ51    | ۱۸ سپتامبر ۲۰۰۳ |
| ۱۳۳۳۰۸ | 2003 SK52    | ۱۸ سپتامبر ۲۰۰۳ |
| ۱۳۳۳۰۹ | 2003 SF57    | ۱۶ سپتامبر ۲۰۰۳ |
| ۱۳۳۳۱۰ | 2003 SO57    | ۱۶ سپتامبر ۲۰۰۳ |
| ۱۳۳۳۱۱ | 2003 SY57    | ۱۶ سپتامبر ۲۰۰۳ |
| ۱۳۳۳۱۲ | 2003 SC66    | ۱۸ سپتامبر ۲۰۰۳ |
| ۱۳۳۳۱۳ | 2003 SO69    | ۱۷ سپتامبر ۲۰۰۳ |
| ۱۳۳۳۱۴ | 2003 SS74    | ۱۸ سپتامبر ۲۰۰۳ |
| ۱۳۳۳۱۵ | 2003 SE76    | ۱۸ سپتامبر ۲۰۰۳ |
| ۱۳۳۳۱۶ | 2003 SO81    | ۱۹ سپتامبر ۲۰۰۳ |
| ۱۳۳۳۱۷ | 2003 SX81    | ۱۷ سپتامبر ۲۰۰۳ |
| ۱۳۳۳۱۸ | 2003 SQ84    | ۲۱ سپتامبر ۲۰۰۳ |
| ۱۳۳۳۱۹ | 2003 SX86    | ۱۷ سپتامبر ۲۰۰۳ |
| ۱۳۳۳۲۰ | 2003 SB87    | ۱۷ سپتامبر ۲۰۰۳ |
| ۱۳۳۳۲۱ | 2003 SE88    | ۱۸ سپتامبر ۲۰۰۳ |
| ۱۳۳۳۲۲ | 2003 SF88    | ۱۸ سپتامبر ۲۰۰۳ |
| ۱۳۳۳۲۳ | 2003 SL88    | ۱۸ سپتامبر ۲۰۰۳ |
| ۱۳۳۳۲۴ | 2003 SY90    | ۱۸ سپتامبر ۲۰۰۳ |
| ۱۳۳۳۲۵ | 2003 SL92    | ۱۸ سپتامبر ۲۰۰۳ |
| ۱۳۳۳۲۶ | 2003 SA93    | ۱۸ سپتامبر ۲۰۰۳ |
| ۱۳۳۳۲۷ | 2003 SD93    | ۱۸ سپتامبر ۲۰۰۳ |
| ۱۳۳۳۲۸ | 2003 SN93    | ۱۸ سپتامبر ۲۰۰۳ |
| ۱۳۳۳۲۹ | 2003 SC94    | ۱۸ سپتامبر ۲۰۰۳ |
| ۱۳۳۳۳۰ | 2003 SJ95    | ۱۹ سپتامبر ۲۰۰۳ |
| ۱۳۳۳۳۱ | 2003 SQ95    | ۱۹ سپتامبر ۲۰۰۳ |
| ۱۳۳۳۳۲ | 2003 SR95    | ۱۹ سپتامبر ۲۰۰۳ |
| ۱۳۳۳۳۳ | 2003 SX97    | ۱۹ سپتامبر ۲۰۰۳ |
| ۱۳۳۳۳۴ | 2003 SK98    | ۱۹ سپتامبر ۲۰۰۳ |
| ۱۳۳۳۳۵ | 2003 SW98    | ۱۹ سپتامبر ۲۰۰۳ |
| ۱۳۳۳۳۶ | 2003 SR102   | ۲۰ سپتامبر ۲۰۰۳ |
| ۱۳۳۳۳۷ | 2003 SM103   | ۲۰ سپتامبر ۲۰۰۳ |
| ۱۳۳۳۳۸ | 2003 SQ103   | ۲۰ سپتامبر ۲۰۰۳ |
| ۱۳۳۳۳۹ | 2003 SN104   | ۲۰ سپتامبر ۲۰۰۳ |
| ۱۳۳۳۴۰ | 2003 SX105   | ۲۰ سپتامبر ۲۰۰۳ |
| ۱۳۳۳۴۱ | 2003 SK106   | ۲۰ سپتامبر ۲۰۰۳ |
| ۱۳۳۳۴۲ | 2003 SL106   | ۲۰ سپتامبر ۲۰۰۳ |
| ۱۳۳۳۴۳ | 2003 SJ107   | ۲۰ سپتامبر ۲۰۰۳ |
| ۱۳۳۳۴۴ | 2003 SK107   | ۲۰ سپتامبر ۲۰۰۳ |
| ۱۳۳۳۴۵ | 2003 SR108   | ۲۰ سپتامبر ۲۰۰۳ |
| ۱۳۳۳۴۶ | 2003 SZ109   | ۲۰ سپتامبر ۲۰۰۳ |
| ۱۳۳۳۴۷ | 2003 SJ110   | ۲۰ سپتامبر ۲۰۰۳ |
| ۱۳۳۳۴۸ | 2003 SX110   | ۲۰ سپتامبر ۲۰۰۳ |
| ۱۳۳۳۴۹ | 2003 SK117   | ۱۶ سپتامبر ۲۰۰۳ |
| ۱۳۳۳۵۰ | 2003 SM117   | ۱۶ سپتامبر ۲۰۰۳ |
| ۱۳۳۳۵۱ | 2003 SK123   | ۱۸ سپتامبر ۲۰۰۳ |
| ۱۳۳۳۵۲ | 2003 SZ123   | ۱۸ سپتامبر ۲۰۰۳ |
| ۱۳۳۳۵۳ | 2003 SG124   | ۱۸ سپتامبر ۲۰۰۳ |
| ۱۳۳۳۵۴ | 2003 SX124   | ۱۸ سپتامبر ۲۰۰۳ |
| ۱۳۳۳۵۵ | 2003 SV125   | ۱۹ سپتامبر ۲۰۰۳ |
| ۱۳۳۳۵۶ | 2003 SJ126   | ۱۹ سپتامبر ۲۰۰۳ |
| ۱۳۳۳۵۷ | 2003 SS127   | ۲۰ سپتامبر ۲۰۰۳ |
| ۱۳۳۳۵۸ | 2003 SY127   | ۲۰ سپتامبر ۲۰۰۳ |
| ۱۳۳۳۵۹ | 2003 SC128   | ۲۰ سپتامبر ۲۰۰۳ |
| ۱۳۳۳۶۰ | 2003 SH129   | ۲۰ سپتامبر ۲۰۰۳ |
| ۱۳۳۳۶۱ | 2003 SS131   | ۱۸ سپتامبر ۲۰۰۳ |
| ۱۳۳۳۶۲ | 2003 SK132   | ۱۹ سپتامبر ۲۰۰۳ |
| ۱۳۳۳۶۳ | 2003 SJ134   | ۱۸ سپتامبر ۲۰۰۳ |
| ۱۳۳۳۶۴ | 2003 SS136   | ۱۹ سپتامبر ۲۰۰۳ |
| ۱۳۳۳۶۵ | 2003 SA140   | ۱۸ سپتامبر ۲۰۰۳ |
| ۱۳۳۳۶۶ | 2003 SB141   | ۱۹ سپتامبر ۲۰۰۳ |
| ۱۳۳۳۶۷ | 2003 SK141   | ۱۹ سپتامبر ۲۰۰۳ |
| ۱۳۳۳۶۸ | 2003 SO142   | ۲۰ سپتامبر ۲۰۰۳ |
| ۱۳۳۳۶۹ | 2003 SC143   | ۲۰ سپتامبر ۲۰۰۳ |
| ۱۳۳۳۷۰ | 2003 SD143   | ۲۰ سپتامبر ۲۰۰۳ |
| ۱۳۳۳۷۱ | 2003 SG144   | ۱۹ سپتامبر ۲۰۰۳ |
| ۱۳۳۳۷۲ | 2003 SR145   | ۲۰ سپتامبر ۲۰۰۳ |
| ۱۳۳۳۷۳ | 2003 SJ147   | ۲۰ سپتامبر ۲۰۰۳ |
| ۱۳۳۳۷۴ | 2003 SM148   | ۱۶ سپتامبر ۲۰۰۳ |
| ۱۳۳۳۷۵ | 2003 SB149   | ۱۶ سپتامبر ۲۰۰۳ |
| ۱۳۳۳۷۶ | 2003 SU149   | ۱۷ سپتامبر ۲۰۰۳ |
| ۱۳۳۳۷۷ | 2003 SL150   | ۱۷ سپتامبر ۲۰۰۳ |
| ۱۳۳۳۷۸ | 2003 SD152   | ۱۹ سپتامبر ۲۰۰۳ |
| ۱۳۳۳۷۹ | 2003 SL153   | ۱۹ سپتامبر ۲۰۰۳ |
| ۱۳۳۳۸۰ | 2003 SM153   | ۱۹ سپتامبر ۲۰۰۳ |
| ۱۳۳۳۸۱ | 2003 SW153   | ۱۹ سپتامبر ۲۰۰۳ |
| ۱۳۳۳۸۲ | 2003 ST154   | ۱۹ سپتامبر ۲۰۰۳ |
| ۱۳۳۳۸۳ | 2003 SA156   | ۱۹ سپتامبر ۲۰۰۳ |
| ۱۳۳۳۸۴ | 2003 SK156   | ۱۹ سپتامبر ۲۰۰۳ |
| ۱۳۳۳۸۵ | 2003 SP156   | ۱۹ سپتامبر ۲۰۰۳ |
| ۱۳۳۳۸۶ | 2003 SV156   | ۱۹ سپتامبر ۲۰۰۳ |
| ۱۳۳۳۸۷ | 2003 SD157   | ۱۹ سپتامبر ۲۰۰۳ |
| ۱۳۳۳۸۸ | 2003 SP159   | ۲۲ سپتامبر ۲۰۰۳ |
| ۱۳۳۳۸۹ | 2003 SA160   | ۲۰ سپتامبر ۲۰۰۳ |
| ۱۳۳۳۹۰ | 2003 SL160   | ۲۲ سپتامبر ۲۰۰۳ |
| ۱۳۳۳۹۱ | 2003 SD162   | ۱۸ سپتامبر ۲۰۰۳ |
| ۱۳۳۳۹۲ | 2003 SN162   | ۱۹ سپتامبر ۲۰۰۳ |
| ۱۳۳۳۹۳ | 2003 SO162   | ۱۹ سپتامبر ۲۰۰۳ |
| ۱۳۳۳۹۴ | 2003 SV162   | ۱۹ سپتامبر ۲۰۰۳ |
| ۱۳۳۳۹۵ | 2003 SB163   | ۱۹ سپتامبر ۲۰۰۳ |
| ۱۳۳۳۹۶ | 2003 SK163   | ۱۹ سپتامبر ۲۰۰۳ |
| ۱۳۳۳۹۷ | 2003 SC164   | ۲۰ سپتامبر ۲۰۰۳ |
| ۱۳۳۳۹۸ | 2003 SV164   | ۲۰ سپتامبر ۲۰۰۳ |
| ۱۳۳۳۹۹ | 2003 SJ165   | ۲۰ سپتامبر ۲۰۰۳ |
| ۱۳۳۴۰۰ | 2003 SX166   | ۲۲ سپتامبر ۲۰۰۳ |
| ۱۳۳۴۰۱ | 2003 SG169   | ۲۳ سپتامبر ۲۰۰۳ |
| ۱۳۳۴۰۲ | 2003 SP169   | ۲۳ سپتامبر ۲۰۰۳ |
| ۱۳۳۴۰۳ | 2003 SR169   | ۲۳ سپتامبر ۲۰۰۳ |
| ۱۳۳۴۰۴ | Morogues     | ۲۳ سپتامبر ۲۰۰۳ |
| ۱۳۳۴۰۵ | 2003 SK171   | ۱۸ سپتامبر ۲۰۰۳ |
| ۱۳۳۴۰۶ | 2003 SQ171   | ۱۸ سپتامبر ۲۰۰۳ |
| ۱۳۳۴۰۷ | 2003 SJ173   | ۱۸ سپتامبر ۲۰۰۳ |
| ۱۳۳۴۰۸ | 2003 SU173   | ۱۸ سپتامبر ۲۰۰۳ |
| ۱۳۳۴۰۹ | 2003 SN175   | ۱۸ سپتامبر ۲۰۰۳ |
| ۱۳۳۴۱۰ | 2003 SP176   | ۱۸ سپتامبر ۲۰۰۳ |
| ۱۳۳۴۱۱ | 2003 SE177   | ۱۸ سپتامبر ۲۰۰۳ |
| ۱۳۳۴۱۲ | 2003 SM177   | ۱۸ سپتامبر ۲۰۰۳ |
| ۱۳۳۴۱۳ | 2003 SU177   | ۱۹ سپتامبر ۲۰۰۳ |
| ۱۳۳۴۱۴ | 2003 SU180   | ۱۹ سپتامبر ۲۰۰۳ |
| ۱۳۳۴۱۵ | 2003 SC181   | ۲۰ سپتامبر ۲۰۰۳ |
| ۱۳۳۴۱۶ | 2003 SW181   | ۲۰ سپتامبر ۲۰۰۳ |
| ۱۳۳۴۱۷ | 2003 SU184   | ۲۱ سپتامبر ۲۰۰۳ |
| ۱۳۳۴۱۸ | 2003 SO185   | ۲۲ سپتامبر ۲۰۰۳ |
| ۱۳۳۴۱۹ | 2003 SE189   | ۲۲ سپتامبر ۲۰۰۳ |
| ۱۳۳۴۲۰ | 2003 SR189   | ۲۳ سپتامبر ۲۰۰۳ |
| ۱۳۳۴۲۱ | 2003 SK190   | ۲۲ سپتامبر ۲۰۰۳ |
| ۱۳۳۴۲۲ | 2003 SL190   | ۲۲ سپتامبر ۲۰۰۳ |
| ۱۳۳۴۲۳ | 2003 SS190   | ۱۷ سپتامبر ۲۰۰۳ |
| ۱۳۳۴۲۴ | 2003 SH192   | ۲۰ سپتامبر ۲۰۰۳ |
| ۱۳۳۴۲۵ | 2003 SE194   | ۲۰ سپتامبر ۲۰۰۳ |
| ۱۳۳۴۲۶ | 2003 SB196   | ۲۰ سپتامبر ۲۰۰۳ |
| ۱۳۳۴۲۷ | 2003 SU196   | ۲۰ سپتامبر ۲۰۰۳ |
| ۱۳۳۴۲۸ | 2003 SA199   | ۲۱ سپتامبر ۲۰۰۳ |
| ۱۳۳۴۲۹ | 2003 SR199   | ۲۱ سپتامبر ۲۰۰۳ |
| ۱۳۳۴۳۰ | 2003 SC200   | ۲۱ سپتامبر ۲۰۰۳ |
| ۱۳۳۴۳۱ | 2003 SF201   | ۲۳ سپتامبر ۲۰۰۳ |
| ۱۳۳۴۳۲ | 2003 SB202   | ۲۲ سپتامبر ۲۰۰۳ |
| ۱۳۳۴۳۳ | 2003 SP202   | ۲۲ سپتامبر ۲۰۰۳ |
| ۱۳۳۴۳۴ | 2003 SQ203   | ۲۲ سپتامبر ۲۰۰۳ |
| ۱۳۳۴۳۵ | 2003 SX204   | ۲۲ سپتامبر ۲۰۰۳ |
| ۱۳۳۴۳۶ | 2003 SU205   | ۲۵ سپتامبر ۲۰۰۳ |
| ۱۳۳۴۳۷ | 2003 SJ207   | ۲۶ سپتامبر ۲۰۰۳ |
| ۱۳۳۴۳۸ | 2003 SS207   | ۲۶ سپتامبر ۲۰۰۳ |
| ۱۳۳۴۳۹ | 2003 SE213   | ۲۶ سپتامبر ۲۰۰۳ |
| ۱۳۳۴۴۰ | 2003 SK213   | ۲۶ سپتامبر ۲۰۰۳ |
| ۱۳۳۴۴۱ | 2003 SQ213   | ۲۶ سپتامبر ۲۰۰۳ |
| ۱۳۳۴۴۲ | 2003 SV213   | ۲۶ سپتامبر ۲۰۰۳ |
| ۱۳۳۴۴۳ | 2003 SP216   | ۲۶ سپتامبر ۲۰۰۳ |
| ۱۳۳۴۴۴ | 2003 SF217   | ۲۷ سپتامبر ۲۰۰۳ |
| ۱۳۳۴۴۵ | 2003 SK220   | ۲۸ سپتامبر ۲۰۰۳ |
| ۱۳۳۴۴۶ | 2003 SM220   | ۲۹ سپتامبر ۲۰۰۳ |
| ۱۳۳۴۴۷ | 2003 SN220   | ۲۹ سپتامبر ۲۰۰۳ |
| ۱۳۳۴۴۸ | 2003 SL222   | ۲۷ سپتامبر ۲۰۰۳ |
| ۱۳۳۴۴۹ | 2003 SE223   | ۲۸ سپتامبر ۲۰۰۳ |
| ۱۳۳۴۵۰ | 2003 SG223   | ۲۹ سپتامبر ۲۰۰۳ |
| ۱۳۳۴۵۱ | 2003 SV223   | ۲۹ سپتامبر ۲۰۰۳ |
| ۱۳۳۴۵۲ | 2003 SJ224   | ۲۵ سپتامبر ۲۰۰۳ |
| ۱۳۳۴۵۳ | 2003 SQ225   | ۲۶ سپتامبر ۲۰۰۳ |
| ۱۳۳۴۵۴ | 2003 SN226   | ۲۶ سپتامبر ۲۰۰۳ |
| ۱۳۳۴۵۵ | 2003 SW226   | ۲۶ سپتامبر ۲۰۰۳ |
| ۱۳۳۴۵۶ | 2003 SY227   | ۲۷ سپتامبر ۲۰۰۳ |
| ۱۳۳۴۵۷ | 2003 SF229   | ۲۷ سپتامبر ۲۰۰۳ |
| ۱۳۳۴۵۸ | 2003 SM229   | ۲۷ سپتامبر ۲۰۰۳ |
| ۱۳۳۴۵۹ | 2003 SK230   | ۲۴ سپتامبر ۲۰۰۳ |
| ۱۳۳۴۶۰ | 2003 SM231   | ۲۴ سپتامبر ۲۰۰۳ |
| ۱۳۳۴۶۱ | 2003 SS231   | ۲۴ سپتامبر ۲۰۰۳ |
| ۱۳۳۴۶۲ | 2003 SL233   | ۲۵ سپتامبر ۲۰۰۳ |
| ۱۳۳۴۶۳ | 2003 SG235   | ۲۷ سپتامبر ۲۰۰۳ |
| ۱۳۳۴۶۴ | 2003 SL235   | ۲۷ سپتامبر ۲۰۰۳ |
| ۱۳۳۴۶۵ | 2003 SL238   | ۲۷ سپتامبر ۲۰۰۳ |
| ۱۳۳۴۶۶ | 2003 SQ238   | ۲۷ سپتامبر ۲۰۰۳ |
| ۱۳۳۴۶۷ | 2003 SL241   | ۲۷ سپتامبر ۲۰۰۳ |
| ۱۳۳۴۶۸ | 2003 SF245   | ۲۶ سپتامبر ۲۰۰۳ |
| ۱۳۳۴۶۹ | 2003 SO247   | ۲۶ سپتامبر ۲۰۰۳ |
| ۱۳۳۴۷۰ | 2003 SJ248   | ۲۶ سپتامبر ۲۰۰۳ |
| ۱۳۳۴۷۱ | 2003 SN249   | ۲۶ سپتامبر ۲۰۰۳ |
| ۱۳۳۴۷۲ | 2003 SQ249   | ۲۶ سپتامبر ۲۰۰۳ |
| ۱۳۳۴۷۳ | 2003 SB250   | ۲۶ سپتامبر ۲۰۰۳ |
| ۱۳۳۴۷۴ | 2003 SW250   | ۲۶ سپتامبر ۲۰۰۳ |
| ۱۳۳۴۷۵ | 2003 SJ251   | ۲۶ سپتامبر ۲۰۰۳ |
| ۱۳۳۴۷۶ | 2003 SS251   | ۲۶ سپتامبر ۲۰۰۳ |
| ۱۳۳۴۷۷ | 2003 SA255   | ۲۷ سپتامبر ۲۰۰۳ |
| ۱۳۳۴۷۸ | 2003 SB255   | ۲۷ سپتامبر ۲۰۰۳ |
| ۱۳۳۴۷۹ | 2003 SD255   | ۲۷ سپتامبر ۲۰۰۳ |
| ۱۳۳۴۸۰ | 2003 SY255   | ۲۷ سپتامبر ۲۰۰۳ |
| ۱۳۳۴۸۱ | 2003 SS256   | ۲۸ سپتامبر ۲۰۰۳ |
| ۱۳۳۴۸۲ | 2003 SF257   | ۲۸ سپتامبر ۲۰۰۳ |
| ۱۳۳۴۸۳ | 2003 SX257   | ۲۸ سپتامبر ۲۰۰۳ |
| ۱۳۳۴۸۴ | 2003 SO259   | ۲۸ سپتامبر ۲۰۰۳ |
| ۱۳۳۴۸۵ | 2003 SU262   | ۲۸ سپتامبر ۲۰۰۳ |
| ۱۳۳۴۸۶ | 2003 SN266   | ۲۹ سپتامبر ۲۰۰۳ |
| ۱۳۳۴۸۷ | 2003 SP266   | ۲۹ سپتامبر ۲۰۰۳ |
| ۱۳۳۴۸۸ | 2003 SY266   | ۲۹ سپتامبر ۲۰۰۳ |
| ۱۳۳۴۸۹ | 2003 SE268   | ۲۹ سپتامبر ۲۰۰۳ |
| ۱۳۳۴۹۰ | 2003 SR271   | ۲۶ سپتامبر ۲۰۰۳ |
| ۱۳۳۴۹۱ | 2003 SZ272   | ۲۷ سپتامبر ۲۰۰۳ |
| ۱۳۳۴۹۲ | 2003 SN273   | ۲۷ سپتامبر ۲۰۰۳ |
| ۱۳۳۴۹۳ | 2003 SM274   | ۲۸ سپتامبر ۲۰۰۳ |
| ۱۳۳۴۹۴ | 2003 SK275   | ۲۹ سپتامبر ۲۰۰۳ |
| ۱۳۳۴۹۵ | 2003 SW275   | ۲۹ سپتامبر ۲۰۰۳ |
| ۱۳۳۴۹۶ | 2003 SC277   | ۳۰ سپتامبر ۲۰۰۳ |
| ۱۳۳۴۹۷ | 2003 SE280   | ۱۸ سپتامبر ۲۰۰۳ |
| ۱۳۳۴۹۸ | 2003 ST280   | ۱۸ سپتامبر ۲۰۰۳ |
| ۱۳۳۴۹۹ | 2003 SH282   | ۱۹ سپتامبر ۲۰۰۳ |
| ۱۳۳۵۰۰ | 2003 SN282   | ۱۹ سپتامبر ۲۰۰۳ |
| ۱۳۳۵۰۱ | 2003 ST282   | ۱۹ سپتامبر ۲۰۰۳ |
| ۱۳۳۵۰۲ | 2003 SW283   | ۲۰ سپتامبر ۲۰۰۳ |
| ۱۳۳۵۰۳ | 2003 SW288   | ۲۸ سپتامبر ۲۰۰۳ |
| ۱۳۳۵۰۴ | 2003 SC290   | ۲۸ سپتامبر ۲۰۰۳ |
| ۱۳۳۵۰۵ | 2003 SV290   | ۲۸ سپتامبر ۲۰۰۳ |
| ۱۳۳۵۰۶ | 2003 SP293   | ۲۷ سپتامبر ۲۰۰۳ |
| ۱۳۳۵۰۷ | 2003 SG294   | ۲۸ سپتامبر ۲۰۰۳ |
| ۱۳۳۵۰۸ | 2003 SQ294   | ۲۸ سپتامبر ۲۰۰۳ |
| ۱۳۳۵۰۹ | 2003 SC295   | ۲۸ سپتامبر ۲۰۰۳ |
| ۱۳۳۵۱۰ | 2003 SU297   | ۱۸ سپتامبر ۲۰۰۳ |
| ۱۳۳۵۱۱ | 2003 SV298   | ۱۸ سپتامبر ۲۰۰۳ |
| ۱۳۳۵۱۲ | 2003 SY298   | ۲۹ سپتامبر ۲۰۰۳ |
| ۱۳۳۵۱۳ | 2003 SV299   | ۱۶ سپتامبر ۲۰۰۳ |
| ۱۳۳۵۱۴ | 2003 SJ303   | ۱۷ سپتامبر ۲۰۰۳ |
| ۱۳۳۵۱۵ | 2003 SU303   | ۱۷ سپتامبر ۲۰۰۳ |
| ۱۳۳۵۱۶ | 2003 SK304   | ۱۷ سپتامبر ۲۰۰۳ |
| ۱۳۳۵۱۷ | 2003 SM304   | ۱۷ سپتامبر ۲۰۰۳ |
| ۱۳۳۵۱۸ | 2003 SD306   | ۳۰ سپتامبر ۲۰۰۳ |
| ۱۳۳۵۱۹ | 2003 SK306   | ۳۰ سپتامبر ۲۰۰۳ |
| ۱۳۳۵۲۰ | 2003 SO308   | ۲۹ سپتامبر ۲۰۰۳ |
| ۱۳۳۵۲۱ | 2003 SF310   | ۲۸ سپتامبر ۲۰۰۳ |
| ۱۳۳۵۲۲ | 2003 SA311   | ۲۹ سپتامبر ۲۰۰۳ |
| ۱۳۳۵۲۳ | 2003 SB311   | ۲۹ سپتامبر ۲۰۰۳ |
| ۱۳۳۵۲۴ | 2003 SN311   | ۲۹ سپتامبر ۲۰۰۳ |
| ۱۳۳۵۲۵ | 2003 SZ314   | ۱۶ سپتامبر ۲۰۰۳ |
| ۱۳۳۵۲۶ | 2003 SE315   | ۲۵ سپتامبر ۲۰۰۳ |
| ۱۳۳۵۲۷ | Fredearly    | ۵ اکتبر ۲۰۰۳    |
| ۱۳۳۵۲۸ | Ceragioli    | ۴ اکتبر ۲۰۰۳    |
| ۱۳۳۵۲۹ | 2003 TR2     | ۳ اکتبر ۲۰۰۳    |
| ۱۳۳۵۳۰ | 2003 TF5     | ۲ اکتبر ۲۰۰۳    |
| ۱۳۳۵۳۱ | 2003 TJ5     | ۲ اکتبر ۲۰۰۳    |
| ۱۳۳۵۳۲ | 2003 TK6     | ۱ اکتبر ۲۰۰۳    |
| ۱۳۳۵۳۳ | 2003 TR8     | ۲ اکتبر ۲۰۰۳    |
| ۱۳۳۵۳۴ | 2003 TC9     | ۴ اکتبر ۲۰۰۳    |
| ۱۳۳۵۳۵ | 2003 TJ9     | ۴ اکتبر ۲۰۰۳    |
| ۱۳۳۵۳۶ | 2003 TZ9     | ۱۵ اکتبر ۲۰۰۳   |
| ۱۳۳۵۳۷ | 2003 TL10    | ۷ اکتبر ۲۰۰۳    |
| ۱۳۳۵۳۸ | 2003 TW10    | ۱۵ اکتبر ۲۰۰۳   |
| ۱۳۳۵۳۹ | 2003 TF11    | ۱۴ اکتبر ۲۰۰۳   |
| ۱۳۳۵۴۰ | 2003 TB12    | ۱۴ اکتبر ۲۰۰۳   |
| ۱۳۳۵۴۱ | 2003 TQ13    | ۳ اکتبر ۲۰۰۳    |
| ۱۳۳۵۴۲ | 2003 TS14    | ۱۴ اکتبر ۲۰۰۳   |
| ۱۳۳۵۴۳ | 2003 TY14    | ۱۵ اکتبر ۲۰۰۳   |
| ۱۳۳۵۴۴ | 2003 TD16    | ۱۵ اکتبر ۲۰۰۳   |
| ۱۳۳۵۴۵ | 2003 TB17    | ۱۴ اکتبر ۲۰۰۳   |
| ۱۳۳۵۴۶ | 2003 TR18    | ۱۵ اکتبر ۲۰۰۳   |
| ۱۳۳۵۴۷ | 2003 TW18    | ۱۵ اکتبر ۲۰۰۳   |
| ۱۳۳۵۴۸ | 2003 TN19    | ۱۵ اکتبر ۲۰۰۳   |
| ۱۳۳۵۴۹ | 2003 TP21    | ۱ اکتبر ۲۰۰۳    |
| ۱۳۳۵۵۰ | 2003 TG50    | ۳ اکتبر ۲۰۰۳    |
| ۱۳۳۵۵۱ | 2003 TU57    | ۱۵ اکتبر ۲۰۰۳   |
| ۱۳۳۵۵۲ | Itting-Enke  | ۱۶ اکتبر ۲۰۰۳   |
| ۱۳۳۵۵۳ | 2003 UF5     | ۱۶ اکتبر ۲۰۰۳   |
| ۱۳۳۵۵۴ | 2003 UN5     | ۱۸ اکتبر ۲۰۰۳   |
| ۱۳۳۵۵۵ | 2003 UO5     | ۱۶ اکتبر ۲۰۰۳   |
| ۱۳۳۵۵۶ | 2003 UP6     | ۱۸ اکتبر ۲۰۰۳   |
| ۱۳۳۵۵۷ | 2003 UX6     | ۱۸ اکتبر ۲۰۰۳   |
| ۱۳۳۵۵۸ | 2003 UP7     | ۱۶ اکتبر ۲۰۰۳   |
| ۱۳۳۵۵۹ | 2003 UZ10    | ۱۶ اکتبر ۲۰۰۳   |
| ۱۳۳۵۶۰ | 2003 UW11    | ۱۶ اکتبر ۲۰۰۳   |
| ۱۳۳۵۶۱ | 2003 UK12    | ۲۱ اکتبر ۲۰۰۳   |
| ۱۳۳۵۶۲ | 2003 UE23    | ۲۱ اکتبر ۲۰۰۳   |
| ۱۳۳۵۶۳ | 2003 UN23    | ۲۲ اکتبر ۲۰۰۳   |
| ۱۳۳۵۶۴ | 2003 US26    | ۲۵ اکتبر ۲۰۰۳   |
| ۱۳۳۵۶۵ | 2003 UE27    | ۲۳ اکتبر ۲۰۰۳   |
| ۱۳۳۵۶۶ | 2003 UZ27    | ۲۶ اکتبر ۲۰۰۳   |
| ۱۳۳۵۶۷ | 2003 UZ29    | ۲۱ اکتبر ۲۰۰۳   |
| ۱۳۳۵۶۸ | 2003 UO36    | ۱۶ اکتبر ۲۰۰۳   |
| ۱۳۳۵۶۹ | 2003 US36    | ۱۶ اکتبر ۲۰۰۳   |
| ۱۳۳۵۷۰ | 2003 UK37    | ۱۶ اکتبر ۲۰۰۳   |
| ۱۳۳۵۷۱ | 2003 UQ37    | ۱۷ اکتبر ۲۰۰۳   |
| ۱۳۳۵۷۲ | 2003 UO38    | ۱۷ اکتبر ۲۰۰۳   |
| ۱۳۳۵۷۳ | 2003 UQ39    | ۱۶ اکتبر ۲۰۰۳   |
| ۱۳۳۵۷۴ | 2003 UN48    | ۱۶ اکتبر ۲۰۰۳   |
| ۱۳۳۵۷۵ | 2003 UO48    | ۱۶ اکتبر ۲۰۰۳   |
| ۱۳۳۵۷۶ | 2003 UE49    | ۱۶ اکتبر ۲۰۰۳   |
| ۱۳۳۵۷۷ | 2003 UB50    | ۱۶ اکتبر ۲۰۰۳   |
| ۱۳۳۵۷۸ | 2003 UY50    | ۱۸ اکتبر ۲۰۰۳   |
| ۱۳۳۵۷۹ | 2003 UC53    | ۱۸ اکتبر ۲۰۰۳   |
| ۱۳۳۵۸۰ | 2003 UA55    | ۱۸ اکتبر ۲۰۰۳   |
| ۱۳۳۵۸۱ | 2003 UC55    | ۱۸ اکتبر ۲۰۰۳   |
| ۱۳۳۵۸۲ | 2003 UF60    | ۱۷ اکتبر ۲۰۰۳   |
| ۱۳۳۵۸۳ | 2003 UN60    | ۱۷ اکتبر ۲۰۰۳   |
| ۱۳۳۵۸۴ | 2003 UD63    | ۱۶ اکتبر ۲۰۰۳   |
| ۱۳۳۵۸۵ | 2003 UM63    | ۱۶ اکتبر ۲۰۰۳   |
| ۱۳۳۵۸۶ | 2003 UH64    | ۱۶ اکتبر ۲۰۰۳   |
| ۱۳۳۵۸۷ | 2003 UL64    | ۱۶ اکتبر ۲۰۰۳   |
| ۱۳۳۵۸۸ | 2003 UD65    | ۱۶ اکتبر ۲۰۰۳   |
| ۱۳۳۵۸۹ | 2003 UQ66    | ۱۶ اکتبر ۲۰۰۳   |
| ۱۳۳۵۹۰ | 2003 UB69    | ۱۸ اکتبر ۲۰۰۳   |
| ۱۳۳۵۹۱ | 2003 UA71    | ۱۸ اکتبر ۲۰۰۳   |
| ۱۳۳۵۹۲ | 2003 UR73    | ۱۹ اکتبر ۲۰۰۳   |
| ۱۳۳۵۹۳ | 2003 UL77    | ۱۷ اکتبر ۲۰۰۳   |
| ۱۳۳۵۹۴ | 2003 UX79    | ۱۸ اکتبر ۲۰۰۳   |
| ۱۳۳۵۹۵ | 2003 US81    | ۱۶ اکتبر ۲۰۰۳   |
| ۱۳۳۵۹۶ | 2003 UX86    | ۱۸ اکتبر ۲۰۰۳   |
| ۱۳۳۵۹۷ | 2003 UN88    | ۱۹ اکتبر ۲۰۰۳   |
| ۱۳۳۵۹۸ | 2003 UQ88    | ۱۹ اکتبر ۲۰۰۳   |
| ۱۳۳۵۹۹ | 2003 UX88    | ۱۹ اکتبر ۲۰۰۳   |
| ۱۳۳۶۰۰ | 2003 UY88    | ۱۹ اکتبر ۲۰۰۳   |
| ۱۳۳۶۰۱ | 2003 UU90    | ۲۰ اکتبر ۲۰۰۳   |
| ۱۳۳۶۰۲ | 2003 UH92    | ۲۰ اکتبر ۲۰۰۳   |
| ۱۳۳۶۰۳ | 2003 UZ94    | ۱۸ اکتبر ۲۰۰۳   |
| ۱۳۳۶۰۴ | 2003 UD95    | ۱۸ اکتبر ۲۰۰۳   |
| ۱۳۳۶۰۵ | 2003 UX95    | ۱۸ اکتبر ۲۰۰۳   |
| ۱۳۳۶۰۶ | 2003 US99    | ۱۹ اکتبر ۲۰۰۳   |
| ۱۳۳۶۰۷ | 2003 UF100   | ۱۹ اکتبر ۲۰۰۳   |
| ۱۳۳۶۰۸ | 2003 UL100   | ۱۹ اکتبر ۲۰۰۳   |
| ۱۳۳۶۰۹ | 2003 UA101   | ۲۰ اکتبر ۲۰۰۳   |
| ۱۳۳۶۱۰ | 2003 UZ102   | ۲۰ اکتبر ۲۰۰۳   |
| ۱۳۳۶۱۱ | 2003 UX109   | ۱۹ اکتبر ۲۰۰۳   |
| ۱۳۳۶۱۲ | 2003 UE110   | ۱۹ اکتبر ۲۰۰۳   |
| ۱۳۳۶۱۳ | 2003 UW110   | ۱۹ اکتبر ۲۰۰۳   |
| ۱۳۳۶۱۴ | 2003 UM112   | ۲۰ اکتبر ۲۰۰۳   |
| ۱۳۳۶۱۵ | 2003 UL113   | ۲۰ اکتبر ۲۰۰۳   |
| ۱۳۳۶۱۶ | 2003 US116   | ۲۱ اکتبر ۲۰۰۳   |
| ۱۳۳۶۱۷ | 2003 UY116   | ۲۱ اکتبر ۲۰۰۳   |
| ۱۳۳۶۱۸ | 2003 UZ116   | ۲۱ اکتبر ۲۰۰۳   |
| ۱۳۳۶۱۹ | 2003 UT119   | ۱۸ اکتبر ۲۰۰۳   |
| ۱۳۳۶۲۰ | 2003 UU119   | ۱۸ اکتبر ۲۰۰۳   |
| ۱۳۳۶۲۱ | 2003 UD120   | ۱۸ اکتبر ۲۰۰۳   |
| ۱۳۳۶۲۲ | 2003 UP121   | ۱۹ اکتبر ۲۰۰۳   |
| ۱۳۳۶۲۳ | 2003 UA122   | ۱۹ اکتبر ۲۰۰۳   |
| ۱۳۳۶۲۴ | 2003 UP126   | ۲۰ اکتبر ۲۰۰۳   |
| ۱۳۳۶۲۵ | 2003 UC129   | ۲۱ اکتبر ۲۰۰۳   |
| ۱۳۳۶۲۶ | 2003 UC130   | ۱۸ اکتبر ۲۰۰۳   |
| ۱۳۳۶۲۷ | 2003 UX130   | ۱۹ اکتبر ۲۰۰۳   |
| ۱۳۳۶۲۸ | 2003 UL131   | ۱۹ اکتبر ۲۰۰۳   |
| ۱۳۳۶۲۹ | 2003 UZ134   | ۲۰ اکتبر ۲۰۰۳   |
| ۱۳۳۶۳۰ | 2003 UM136   | ۲۱ اکتبر ۲۰۰۳   |
| ۱۳۳۶۳۱ | 2003 UV137   | ۲۱ اکتبر ۲۰۰۳   |
| ۱۳۳۶۳۲ | 2003 UA141   | ۱۷ اکتبر ۲۰۰۳   |
| ۱۳۳۶۳۳ | 2003 UN141   | ۱۸ اکتبر ۲۰۰۳   |
| ۱۳۳۶۳۴ | 2003 UZ142   | ۱۸ اکتبر ۲۰۰۳   |
| ۱۳۳۶۳۵ | 2003 UN143   | ۱۸ اکتبر ۲۰۰۳   |
| ۱۳۳۶۳۶ | 2003 UB144   | ۱۸ اکتبر ۲۰۰۳   |
| ۱۳۳۶۳۷ | 2003 UG144   | ۱۸ اکتبر ۲۰۰۳   |
| ۱۳۳۶۳۸ | 2003 UP145   | ۱۸ اکتبر ۲۰۰۳   |
| ۱۳۳۶۳۹ | 2003 UL146   | ۱۸ اکتبر ۲۰۰۳   |
| ۱۳۳۶۴۰ | 2003 UZ146   | ۱۸ اکتبر ۲۰۰۳   |
| ۱۳۳۶۴۱ | 2003 UF147   | ۱۸ اکتبر ۲۰۰۳   |
| ۱۳۳۶۴۲ | 2003 UG147   | ۱۸ اکتبر ۲۰۰۳   |
| ۱۳۳۶۴۳ | 2003 US147   | ۱۸ اکتبر ۲۰۰۳   |
| ۱۳۳۶۴۴ | 2003 UJ148   | ۱۹ اکتبر ۲۰۰۳   |
| ۱۳۳۶۴۵ | 2003 UN149   | ۲۰ اکتبر ۲۰۰۳   |
| ۱۳۳۶۴۶ | 2003 UV151   | ۲۱ اکتبر ۲۰۰۳   |
| ۱۳۳۶۴۷ | 2003 UK152   | ۲۱ اکتبر ۲۰۰۳   |
| ۱۳۳۶۴۸ | 2003 UE155   | ۲۰ اکتبر ۲۰۰۳   |
| ۱۳۳۶۴۹ | 2003 UF155   | ۲۰ اکتبر ۲۰۰۳   |
| ۱۳۳۶۵۰ | 2003 UM161   | ۲۱ اکتبر ۲۰۰۳   |
| ۱۳۳۶۵۱ | 2003 UY163   | ۲۱ اکتبر ۲۰۰۳   |
| ۱۳۳۶۵۲ | 2003 UD164   | ۲۱ اکتبر ۲۰۰۳   |
| ۱۳۳۶۵۳ | 2003 UU165   | ۲۱ اکتبر ۲۰۰۳   |
| ۱۳۳۶۵۴ | 2003 UL167   | ۲۲ اکتبر ۲۰۰۳   |
| ۱۳۳۶۵۵ | 2003 UC168   | ۲۲ اکتبر ۲۰۰۳   |
| ۱۳۳۶۵۶ | 2003 UP169   | ۲۲ اکتبر ۲۰۰۳   |
| ۱۳۳۶۵۷ | 2003 US169   | ۲۲ اکتبر ۲۰۰۳   |
| ۱۳۳۶۵۸ | 2003 UZ169   | ۲۲ اکتبر ۲۰۰۳   |
| ۱۳۳۶۵۹ | 2003 UH174   | ۲۱ اکتبر ۲۰۰۳   |
| ۱۳۳۶۶۰ | 2003 UD175   | ۲۱ اکتبر ۲۰۰۳   |
| ۱۳۳۶۶۱ | 2003 UP175   | ۲۱ اکتبر ۲۰۰۳   |
| ۱۳۳۶۶۲ | 2003 UV176   | ۲۱ اکتبر ۲۰۰۳   |
| ۱۳۳۶۶۳ | 2003 UP179   | ۲۱ اکتبر ۲۰۰۳   |
| ۱۳۳۶۶۴ | 2003 UQ182   | ۲۱ اکتبر ۲۰۰۳   |
| ۱۳۳۶۶۵ | 2003 UE184   | ۲۱ اکتبر ۲۰۰۳   |
| ۱۳۳۶۶۶ | 2003 UD185   | ۲۱ اکتبر ۲۰۰۳   |
| ۱۳۳۶۶۷ | 2003 UQ185   | ۲۱ اکتبر ۲۰۰۳   |
| ۱۳۳۶۶۸ | 2003 UR186   | ۲۲ اکتبر ۲۰۰۳   |
| ۱۳۳۶۶۹ | 2003 US186   | ۲۲ اکتبر ۲۰۰۳   |
| ۱۳۳۶۷۰ | 2003 UU186   | ۲۲ اکتبر ۲۰۰۳   |
| ۱۳۳۶۷۱ | 2003 UR188   | ۲۲ اکتبر ۲۰۰۳   |
| ۱۳۳۶۷۲ | 2003 UR189   | ۲۲ اکتبر ۲۰۰۳   |
| ۱۳۳۶۷۳ | 2003 UY190   | ۲۳ اکتبر ۲۰۰۳   |
| ۱۳۳۶۷۴ | 2003 UL192   | ۲۳ اکتبر ۲۰۰۳   |
| ۱۳۳۶۷۵ | 2003 UO193   | ۲۰ اکتبر ۲۰۰۳   |
| ۱۳۳۶۷۶ | 2003 UG197   | ۲۱ اکتبر ۲۰۰۳   |
| ۱۳۳۶۷۷ | 2003 UN197   | ۲۱ اکتبر ۲۰۰۳   |
| ۱۳۳۶۷۸ | 2003 UW197   | ۲۱ اکتبر ۲۰۰۳   |
| ۱۳۳۶۷۹ | 2003 UY197   | ۲۱ اکتبر ۲۰۰۳   |
| ۱۳۳۶۸۰ | 2003 US198   | ۲۱ اکتبر ۲۰۰۳   |
| ۱۳۳۶۸۱ | 2003 UO199   | ۲۱ اکتبر ۲۰۰۳   |
| ۱۳۳۶۸۲ | 2003 UR199   | ۲۱ اکتبر ۲۰۰۳   |
| ۱۳۳۶۸۳ | 2003 UZ199   | ۲۱ اکتبر ۲۰۰۳   |
| ۱۳۳۶۸۴ | 2003 UZ202   | ۲۱ اکتبر ۲۰۰۳   |
| ۱۳۳۶۸۵ | 2003 UB203   | ۲۱ اکتبر ۲۰۰۳   |
| ۱۳۳۶۸۶ | 2003 UD205   | ۲۲ اکتبر ۲۰۰۳   |
| ۱۳۳۶۸۷ | 2003 UR206   | ۲۲ اکتبر ۲۰۰۳   |
| ۱۳۳۶۸۸ | 2003 UX206   | ۲۲ اکتبر ۲۰۰۳   |
| ۱۳۳۶۸۹ | 2003 UD213   | ۲۳ اکتبر ۲۰۰۳   |
| ۱۳۳۶۹۰ | 2003 UN216   | ۲۱ اکتبر ۲۰۰۳   |
| ۱۳۳۶۹۱ | 2003 UG217   | ۲۱ اکتبر ۲۰۰۳   |
| ۱۳۳۶۹۲ | 2003 UN217   | ۲۱ اکتبر ۲۰۰۳   |
| ۱۳۳۶۹۳ | 2003 UC220   | ۲۱ اکتبر ۲۰۰۳   |
| ۱۳۳۶۹۴ | 2003 UK221   | ۲۲ اکتبر ۲۰۰۳   |
| ۱۳۳۶۹۵ | 2003 UF223   | ۲۲ اکتبر ۲۰۰۳   |
| ۱۳۳۶۹۶ | 2003 UN223   | ۲۲ اکتبر ۲۰۰۳   |
| ۱۳۳۶۹۷ | 2003 UE226   | ۲۲ اکتبر ۲۰۰۳   |
| ۱۳۳۶۹۸ | 2003 UB227   | ۲۳ اکتبر ۲۰۰۳   |
| ۱۳۳۶۹۹ | 2003 UG227   | ۲۳ اکتبر ۲۰۰۳   |
| ۱۳۳۷۰۰ | 2003 UV227   | ۲۳ اکتبر ۲۰۰۳   |
| ۱۳۳۷۰۱ | 2003 UD230   | ۲۳ اکتبر ۲۰۰۳   |
| ۱۳۳۷۰۲ | 2003 UF231   | ۲۴ اکتبر ۲۰۰۳   |
| ۱۳۳۷۰۳ | 2003 UY231   | ۲۴ اکتبر ۲۰۰۳   |
| ۱۳۳۷۰۴ | 2003 UK234   | ۲۴ اکتبر ۲۰۰۳   |
| ۱۳۳۷۰۵ | 2003 US238   | ۲۴ اکتبر ۲۰۰۳   |
| ۱۳۳۷۰۶ | 2003 UP242   | ۲۴ اکتبر ۲۰۰۳   |
| ۱۳۳۷۰۷ | 2003 UW243   | ۲۴ اکتبر ۲۰۰۳   |
| ۱۳۳۷۰۸ | 2003 UM245   | ۲۴ اکتبر ۲۰۰۳   |
| ۱۳۳۷۰۹ | 2003 UX245   | ۲۴ اکتبر ۲۰۰۳   |
| ۱۳۳۷۱۰ | 2003 UJ247   | ۲۴ اکتبر ۲۰۰۳   |
| ۱۳۳۷۱۱ | 2003 UP247   | ۲۴ اکتبر ۲۰۰۳   |
| ۱۳۳۷۱۲ | 2003 UH248   | ۲۵ اکتبر ۲۰۰۳   |
| ۱۳۳۷۱۳ | 2003 UO248   | ۲۵ اکتبر ۲۰۰۳   |
| ۱۳۳۷۱۴ | 2003 US248   | ۲۵ اکتبر ۲۰۰۳   |
| ۱۳۳۷۱۵ | 2003 UG250   | ۲۵ اکتبر ۲۰۰۳   |
| ۱۳۳۷۱۶ | 2003 UW251   | ۲۶ اکتبر ۲۰۰۳   |
| ۱۳۳۷۱۷ | 2003 UG253   | ۲۷ اکتبر ۲۰۰۳   |
| ۱۳۳۷۱۸ | 2003 UY256   | ۲۵ اکتبر ۲۰۰۳   |
| ۱۳۳۷۱۹ | 2003 UG259   | ۲۵ اکتبر ۲۰۰۳   |
| ۱۳۳۷۲۰ | 2003 UJ259   | ۲۵ اکتبر ۲۰۰۳   |
| ۱۳۳۷۲۱ | 2003 UB260   | ۲۵ اکتبر ۲۰۰۳   |
| ۱۳۳۷۲۲ | 2003 UF261   | ۲۶ اکتبر ۲۰۰۳   |
| ۱۳۳۷۲۳ | 2003 UM261   | ۲۶ اکتبر ۲۰۰۳   |
| ۱۳۳۷۲۴ | 2003 US262   | ۲۶ اکتبر ۲۰۰۳   |
| ۱۳۳۷۲۵ | 2003 UJ263   | ۲۷ اکتبر ۲۰۰۳   |
| ۱۳۳۷۲۶ | 2003 UM269   | ۲۹ اکتبر ۲۰۰۳   |
| ۱۳۳۷۲۷ | 2003 UD270   | ۲۸ اکتبر ۲۰۰۳   |
| ۱۳۳۷۲۸ | 2003 UO270   | ۱۷ اکتبر ۲۰۰۳   |
| ۱۳۳۷۲۹ | 2003 UC273   | ۲۹ اکتبر ۲۰۰۳   |
| ۱۳۳۷۳۰ | 2003 UV273   | ۲۹ اکتبر ۲۰۰۳   |
| ۱۳۳۷۳۱ | 2003 UF275   | ۲۹ اکتبر ۲۰۰۳   |
| ۱۳۳۷۳۲ | 2003 UK275   | ۲۹ اکتبر ۲۰۰۳   |
| ۱۳۳۷۳۳ | 2003 UP275   | ۲۹ اکتبر ۲۰۰۳   |
| ۱۳۳۷۳۴ | 2003 UZ282   | ۲۹ اکتبر ۲۰۰۳   |
| ۱۳۳۷۳۵ | 2003 UB296   | ۱۶ اکتبر ۲۰۰۳   |
| ۱۳۳۷۳۶ | 2003 VZ1     | ۲ نوامبر ۲۰۰۳   |
| ۱۳۳۷۳۷ | 2003 VY4     | ۱۵ نوامبر ۲۰۰۳  |
| ۱۳۳۷۳۸ | 2003 VG5     | ۱۲ نوامبر ۲۰۰۳  |
| ۱۳۳۷۳۹ | 2003 VT6     | ۱۵ نوامبر ۲۰۰۳  |
| ۱۳۳۷۴۰ | 2003 VT7     | ۱۵ نوامبر ۲۰۰۳  |
| ۱۳۳۷۴۱ | 2003 VU7     | ۲ نوامبر ۲۰۰۳   |
| ۱۳۳۷۴۲ | 2003 VJ9     | ۱۵ نوامبر ۲۰۰۳  |
| ۱۳۳۷۴۲ | 2003 WM      | ۱۶ نوامبر ۲۰۰۳  |
| ۱۳۳۷۴۴ | 2003 WD1     | ۱۶ نوامبر ۲۰۰۳  |
| ۱۳۳۷۴۵ | 2003 WG1     | ۱۶ نوامبر ۲۰۰۳  |
| ۱۳۳۷۴۶ | 2003 WL1     | ۱۶ نوامبر ۲۰۰۳  |
| ۱۳۳۷۴۷ | 2003 WX3     | ۱۶ نوامبر ۲۰۰۳  |
| ۱۳۳۷۴۸ | 2003 WA5     | ۱۶ نوامبر ۲۰۰۳  |
| ۱۳۳۷۴۹ | 2003 WX6     | ۱۸ نوامبر ۲۰۰۳  |
| ۱۳۳۷۵۰ | 2003 WZ9     | ۱۸ نوامبر ۲۰۰۳  |
| ۱۳۳۷۵۱ | 2003 WV17    | ۱۸ نوامبر ۲۰۰۳  |
| ۱۳۳۷۵۲ | 2003 WE23    | ۱۸ نوامبر ۲۰۰۳  |
| ۱۳۳۷۵۳ | Teresamullen | ۲۱ نوامبر ۲۰۰۳  |
| ۱۳۳۷۵۴ | 2003 WJ27    | ۱۶ نوامبر ۲۰۰۳  |
| ۱۳۳۷۵۵ | 2003 WB31    | ۱۸ نوامبر ۲۰۰۳  |
| ۱۳۳۷۵۶ | 2003 WB36    | ۱۹ نوامبر ۲۰۰۳  |
| ۱۳۳۷۵۷ | 2003 WC43    | ۱۷ نوامبر ۲۰۰۳  |
| ۱۳۳۷۵۸ | 2003 WF44    | ۱۹ نوامبر ۲۰۰۳  |
| ۱۳۳۷۵۹ | 2003 WC49    | ۱۹ نوامبر ۲۰۰۳  |
| ۱۳۳۷۶۰ | 2003 WC58    | ۱۸ نوامبر ۲۰۰۳  |
| ۱۳۳۷۶۱ | 2003 WN58    | ۱۸ نوامبر ۲۰۰۳  |
| ۱۳۳۷۶۲ | 2003 WQ60    | ۱۹ نوامبر ۲۰۰۳  |
| ۱۳۳۷۶۳ | 2003 WZ61    | ۱۹ نوامبر ۲۰۰۳  |
| ۱۳۳۷۶۴ | 2003 WJ62    | ۱۹ نوامبر ۲۰۰۳  |
| ۱۳۳۷۶۵ | 2003 WC65    | ۱۹ نوامبر ۲۰۰۳  |
| ۱۳۳۷۶۶ | 2003 WZ67    | ۱۹ نوامبر ۲۰۰۳  |
| ۱۳۳۷۶۷ | 2003 WO68    | ۱۹ نوامبر ۲۰۰۳  |
| ۱۳۳۷۶۸ | 2003 WL69    | ۱۹ نوامبر ۲۰۰۳  |
| ۱۳۳۷۶۹ | 2003 WW72    | ۲۰ نوامبر ۲۰۰۳  |
| ۱۳۳۷۷۰ | 2003 WM76    | ۱۹ نوامبر ۲۰۰۳  |
| ۱۳۳۷۷۱ | 2003 WW76    | ۱۹ نوامبر ۲۰۰۳  |
| ۱۳۳۷۷۲ | 2003 WK79    | ۲۰ نوامبر ۲۰۰۳  |
| ۱۳۳۷۷۳ | 2003 WQ84    | ۱۹ نوامبر ۲۰۰۳  |
| ۱۳۳۷۷۴ | 2003 WX88    | ۱۶ نوامبر ۲۰۰۳  |
| ۱۳۳۷۷۵ | 2003 WC91    | ۱۸ نوامبر ۲۰۰۳  |
| ۱۳۳۷۷۶ | 2003 WV92    | ۱۹ نوامبر ۲۰۰۳  |
| ۱۳۳۷۷۷ | 2003 WP95    | ۱۹ نوامبر ۲۰۰۳  |
| ۱۳۳۷۷۸ | 2003 WF97    | ۱۹ نوامبر ۲۰۰۳  |
| ۱۳۳۷۷۹ | 2003 WR97    | ۱۹ نوامبر ۲۰۰۳  |
| ۱۳۳۷۸۰ | 2003 WA98    | ۱۹ نوامبر ۲۰۰۳  |
| ۱۳۳۷۸۱ | 2003 WP98    | ۲۰ نوامبر ۲۰۰۳  |
| ۱۳۳۷۸۲ | 2003 WY98    | ۲۰ نوامبر ۲۰۰۳  |
| ۱۳۳۷۸۳ | 2003 WP103   | ۲۱ نوامبر ۲۰۰۳  |
| ۱۳۳۷۸۴ | 2003 WB104   | ۲۱ نوامبر ۲۰۰۳  |
| ۱۳۳۷۸۵ | 2003 WM104   | ۲۱ نوامبر ۲۰۰۳  |
| ۱۳۳۷۸۶ | 2003 WD117   | ۲۰ نوامبر ۲۰۰۳  |
| ۱۳۳۷۸۷ | 2003 WK117   | ۲۰ نوامبر ۲۰۰۳  |
| ۱۳۳۷۸۸ | 2003 WD119   | ۲۰ نوامبر ۲۰۰۳  |
| ۱۳۳۷۸۹ | 2003 WS122   | ۲۰ نوامبر ۲۰۰۳  |
| ۱۳۳۷۹۰ | 2003 WT122   | ۲۰ نوامبر ۲۰۰۳  |
| ۱۳۳۷۹۱ | 2003 WS123   | ۲۰ نوامبر ۲۰۰۳  |
| ۱۳۳۷۹۲ | 2003 WZ125   | ۲۰ نوامبر ۲۰۰۳  |
| ۱۳۳۷۹۳ | 2003 WV128   | ۲۱ نوامبر ۲۰۰۳  |
| ۱۳۳۷۹۴ | 2003 WL130   | ۲۱ نوامبر ۲۰۰۳  |
| ۱۳۳۷۹۵ | 2003 WN132   | ۱۹ نوامبر ۲۰۰۳  |
| ۱۳۳۷۹۶ | 2003 WS132   | ۲۱ نوامبر ۲۰۰۳  |
| ۱۳۳۷۹۷ | 2003 WS133   | ۲۱ نوامبر ۲۰۰۳  |
| ۱۳۳۷۹۸ | 2003 WF135   | ۲۱ نوامبر ۲۰۰۳  |
| ۱۳۳۷۹۹ | 2003 WV138   | ۲۱ نوامبر ۲۰۰۳  |
| ۱۳۳۸۰۰ | 2003 WA139   | ۲۱ نوامبر ۲۰۰۳  |
| ۱۳۳۸۰۱ | 2003 WE141   | ۲۱ نوامبر ۲۰۰۳  |
| ۱۳۳۸۰۲ | 2003 WM144   | ۲۱ نوامبر ۲۰۰۳  |
| ۱۳۳۸۰۳ | 2003 WW147   | ۲۳ نوامبر ۲۰۰۳  |
| ۱۳۳۸۰۴ | 2003 WO149   | ۲۴ نوامبر ۲۰۰۳  |
| ۱۳۳۸۰۵ | 2003 WW150   | ۲۴ نوامبر ۲۰۰۳  |
| ۱۳۳۸۰۶ | 2003 WU151   | ۲۶ نوامبر ۲۰۰۳  |
| ۱۳۳۸۰۷ | 2003 WQ152   | ۲۴ نوامبر ۲۰۰۳  |
| ۱۳۳۸۰۸ | 2003 WB153   | ۲۶ نوامبر ۲۰۰۳  |
| ۱۳۳۸۰۹ | 2003 WE153   | ۲۶ نوامبر ۲۰۰۳  |
| ۱۳۳۸۱۰ | 2003 WE156   | ۲۹ نوامبر ۲۰۰۳  |
| ۱۳۳۸۱۱ | 2003 WW157   | ۲۶ نوامبر ۲۰۰۳  |
| ۱۳۳۸۱۲ | 2003 WF167   | ۱۹ نوامبر ۲۰۰۳  |
| ۱۳۳۸۱۳ | 2003 WJ167   | ۱۹ نوامبر ۲۰۰۳  |
| ۱۳۳۸۱۴ | 2003 WG170   | ۲۰ نوامبر ۲۰۰۳  |
| ۱۳۳۸۱۵ | 2003 WE172   | ۳۰ نوامبر ۲۰۰۳  |
| ۱۳۳۸۱۶ | 2003 WQ172   | ۳۰ نوامبر ۲۰۰۳  |
| ۱۳۳۸۱۷ | 2003 WH173   | ۱۸ نوامبر ۲۰۰۳  |
| ۱۳۳۸۱۸ | 2003 WQ190   | ۲۹ نوامبر ۲۰۰۳  |
| ۱۳۳۸۱۸ | 2003 XS      | ۳ دسامبر ۲۰۰۳   |
| ۱۳۳۸۲۰ | 2003 XU2     | ۱ دسامبر ۲۰۰۳   |
| ۱۳۳۸۲۱ | 2003 XN3     | ۱ دسامبر ۲۰۰۳   |
| ۱۳۳۸۲۲ | 2003 XJ4     | ۱ دسامبر ۲۰۰۳   |
| ۱۳۳۸۲۳ | 2003 XL4     | ۱ دسامبر ۲۰۰۳   |
| ۱۳۳۸۲۴ | 2003 XS4     | ۱ دسامبر ۲۰۰۳   |
| ۱۳۳۸۲۵ | 2003 XF7     | ۴ دسامبر ۲۰۰۳   |
| ۱۳۳۸۲۶ | 2003 XC13    | ۱۴ دسامبر ۲۰۰۳  |
| ۱۳۳۸۲۷ | 2003 XK13    | ۱۴ دسامبر ۲۰۰۳  |
| ۱۳۳۸۲۸ | 2003 XK28    | ۱ دسامبر ۲۰۰۳   |
| ۱۳۳۸۲۹ | 2003 XG29    | ۱ دسامبر ۲۰۰۳   |
| ۱۳۳۸۳۰ | 2003 XE32    | ۱ دسامبر ۲۰۰۳   |
| ۱۳۳۸۳۱ | 2003 XV37    | ۴ دسامبر ۲۰۰۳   |
| ۱۳۳۸۳۲ | 2003 XJ39    | ۵ دسامبر ۲۰۰۳   |
| ۱۳۳۸۳۳ | 2003 XM39    | ۵ دسامبر ۲۰۰۳   |
| ۱۳۳۸۳۴ | 2003 YX3     | ۱۶ دسامبر ۲۰۰۳  |
| ۱۳۳۸۳۵ | 2003 YL4     | ۱۶ دسامبر ۲۰۰۳  |
| ۱۳۳۸۳۶ | 2003 YW10    | ۱۷ دسامبر ۲۰۰۳  |
| ۱۳۳۸۳۷ | 2003 YX18    | ۱۷ دسامبر ۲۰۰۳  |
| ۱۳۳۸۳۸ | 2003 YH27    | ۱۶ دسامبر ۲۰۰۳  |
| ۱۳۳۸۳۹ | 2003 YH48    | ۱۸ دسامبر ۲۰۰۳  |
| ۱۳۳۸۴۰ | 2003 YT48    | ۱۸ دسامبر ۲۰۰۳  |
| ۱۳۳۸۴۱ | 2003 YA54    | ۱۹ دسامبر ۲۰۰۳  |
| ۱۳۳۸۴۲ | 2003 YY55    | ۱۹ دسامبر ۲۰۰۳  |
| ۱۳۳۸۴۳ | 2003 YZ59    | ۱۹ دسامبر ۲۰۰۳  |
| ۱۳۳۸۴۴ | 2003 YK60    | ۱۹ دسامبر ۲۰۰۳  |
| ۱۳۳۸۴۵ | 2003 YL63    | ۱۹ دسامبر ۲۰۰۳  |
| ۱۳۳۸۴۶ | 2003 YD71    | ۱۸ دسامبر ۲۰۰۳  |
| ۱۳۳۸۴۷ | 2003 YL77    | ۱۸ دسامبر ۲۰۰۳  |
| ۱۳۳۸۴۸ | 2003 YB78    | ۱۸ دسامبر ۲۰۰۳  |
| ۱۳۳۸۴۹ | 2003 YY78    | ۱۸ دسامبر ۲۰۰۳  |
| ۱۳۳۸۵۰ | 2003 YN83    | ۱۹ دسامبر ۲۰۰۳  |
| ۱۳۳۸۵۱ | 2003 YK90    | ۱۹ دسامبر ۲۰۰۳  |
| ۱۳۳۸۵۲ | 2003 YX101   | ۱۹ دسامبر ۲۰۰۳  |
| ۱۳۳۸۵۳ | 2003 YQ133   | ۲۸ دسامبر ۲۰۰۳  |
| ۱۳۳۸۵۴ | 2003 YO149   | ۲۹ دسامبر ۲۰۰۳  |
| ۱۳۳۸۵۵ | 2003 YC164   | ۱۷ دسامبر ۲۰۰۳  |
| ۱۳۳۸۵۶ | 2003 YA176   | ۲۴ دسامبر ۲۰۰۳  |
| ۱۳۳۸۵۷ | 2004 AB1     | ۵ ژانویه ۲۰۰۴   |
| ۱۳۳۸۵۸ | 2004 AG1     | ۱۲ ژانویه ۲۰۰۴  |
| ۱۳۳۸۵۹ | 2004 AS4     | ۱۲ ژانویه ۲۰۰۴  |
| ۱۳۳۸۶۰ | 2004 BT21    | ۱۹ ژانویه ۲۰۰۴  |
| ۱۳۳۸۶۱ | 2004 BO25    | ۱۹ ژانویه ۲۰۰۴  |
| ۱۳۳۸۶۲ | 2004 BR38    | ۲۰ ژانویه ۲۰۰۴  |
| ۱۳۳۸۶۳ | 2004 BE39    | ۲۱ ژانویه ۲۰۰۴  |
| ۱۳۳۸۶۴ | 2004 BA44    | ۲۲ ژانویه ۲۰۰۴  |
| ۱۳۳۸۶۵ | 2004 BT69    | ۲۰ ژانویه ۲۰۰۴  |
| ۱۳۳۸۶۶ | 2004 BW80    | ۲۵ ژانویه ۲۰۰۴  |
| ۱۳۳۸۶۷ | 2004 BX110   | ۲۸ ژانویه ۲۰۰۴  |
| ۱۳۳۸۶۸ | 2004 FD30    | ۱۸ مارس ۲۰۰۴    |
| ۱۳۳۸۶۹ | 2004 FD45    | ۱۶ مارس ۲۰۰۴    |
| ۱۳۳۸۷۰ | 2004 HR28    | ۲۰ آوریل ۲۰۰۴   |
| ۱۳۳۸۷۱ | 2004 JC23    | ۱۲ مه ۲۰۰۴      |
| ۱۳۳۸۷۲ | 2004 KZ5     | ۱۷ مه ۲۰۰۴      |
| ۱۳۳۸۷۳ | 2004 LB26    | ۱۵ ژوئن ۲۰۰۴    |
| ۱۳۳۸۷۴ | 2004 MD3     | ۱۷ ژوئن ۲۰۰۴    |
| ۱۳۳۸۷۵ | 2004 NH12    | ۱۱ ژوئیه ۲۰۰۴   |
| ۱۳۳۸۷۶ | 2004 PT2     | ۸ اوت ۲۰۰۴      |
| ۱۳۳۸۷۷ | 2004 PQ13    | ۷ اوت ۲۰۰۴      |
| ۱۳۳۸۷۸ | 2004 PX55    | ۸ اوت ۲۰۰۴      |
| ۱۳۳۸۷۹ | 2004 PT71    | ۸ اوت ۲۰۰۴      |
| ۱۳۳۸۸۰ | 2004 PA83    | ۱۰ اوت ۲۰۰۴     |
| ۱۳۳۸۸۱ | 2004 PQ85    | ۱۰ اوت ۲۰۰۴     |
| ۱۳۳۸۸۲ | 2004 PQ86    | ۱۱ اوت ۲۰۰۴     |
| ۱۳۳۸۸۳ | 2004 PA90    | ۱۰ اوت ۲۰۰۴     |
| ۱۳۳۸۸۴ | 2004 PK91    | ۱۱ اوت ۲۰۰۴     |
| ۱۳۳۸۸۵ | 2004 PU101   | ۱۱ اوت ۲۰۰۴     |
| ۱۳۳۸۸۶ | 2004 PV101   | ۱۱ اوت ۲۰۰۴     |
| ۱۳۳۸۸۷ | 2004 PY102   | ۱۲ اوت ۲۰۰۴     |
| ۱۳۳۸۸۸ | 2004 QZ4     | ۲۱ اوت ۲۰۰۴     |
| ۱۳۳۸۸۹ | 2004 QD9     | ۲۰ اوت ۲۰۰۴     |
| ۱۳۳۸۹۰ | 2004 QL17    | ۲۵ اوت ۲۰۰۴     |
| ۱۳۳۸۹۱ | 2004 QY20    | ۲۰ اوت ۲۰۰۴     |
| ۱۳۳۸۹۲ | 2004 RN8     | ۷ سپتامبر ۲۰۰۴  |
| ۱۳۳۸۹۳ | 2004 RT19    | ۷ سپتامبر ۲۰۰۴  |
| ۱۳۳۸۹۴ | 2004 RZ25    | ۴ سپتامبر ۲۰۰۴  |
| ۱۳۳۸۹۵ | 2004 RK35    | ۷ سپتامبر ۲۰۰۴  |
| ۱۳۳۸۹۶ | 2004 RT35    | ۷ سپتامبر ۲۰۰۴  |
| ۱۳۳۸۹۷ | 2004 RE42    | ۷ سپتامبر ۲۰۰۴  |
| ۱۳۳۸۹۸ | 2004 RH59    | ۸ سپتامبر ۲۰۰۴  |
| ۱۳۳۸۹۹ | 2004 RU63    | ۸ سپتامبر ۲۰۰۴  |
| ۱۳۳۹۰۰ | 2004 RL66    | ۸ سپتامبر ۲۰۰۴  |
| ۱۳۳۹۰۱ | 2004 RM81    | ۸ سپتامبر ۲۰۰۴  |
| ۱۳۳۹۰۲ | 2004 RX84    | ۱۰ سپتامبر ۲۰۰۴ |
| ۱۳۳۹۰۳ | 2004 RH85    | ۷ سپتامبر ۲۰۰۴  |
| ۱۳۳۹۰۴ | 2004 RA99    | ۸ سپتامبر ۲۰۰۴  |
| ۱۳۳۹۰۵ | 2004 RC100   | ۸ سپتامبر ۲۰۰۴  |
| ۱۳۳۹۰۶ | 2004 RA106   | ۸ سپتامبر ۲۰۰۴  |
| ۱۳۳۹۰۷ | 2004 RX107   | ۹ سپتامبر ۲۰۰۴  |
| ۱۳۳۹۰۸ | 2004 RE113   | ۶ سپتامبر ۲۰۰۴  |
| ۱۳۳۹۰۹ | 2004 RH151   | ۹ سپتامبر ۲۰۰۴  |
| ۱۳۳۹۱۰ | 2004 RW173   | ۱۰ سپتامبر ۲۰۰۴ |
| ۱۳۳۹۱۱ | 2004 RU195   | ۱۰ سپتامبر ۲۰۰۴ |
| ۱۳۳۹۱۲ | 2004 RG198   | ۱۰ سپتامبر ۲۰۰۴ |
| ۱۳۳۹۱۳ | 2004 RT199   | ۱۰ سپتامبر ۲۰۰۴ |
| ۱۳۳۹۱۴ | 2004 RE200   | ۱۰ سپتامبر ۲۰۰۴ |
| ۱۳۳۹۱۵ | 2004 RC201   | ۱۰ سپتامبر ۲۰۰۴ |
| ۱۳۳۹۱۶ | 2004 RM228   | ۹ سپتامبر ۲۰۰۴  |
| ۱۳۳۹۱۷ | 2004 RD246   | ۱۰ سپتامبر ۲۰۰۴ |
| ۱۳۳۹۱۸ | 2004 RG279   | ۱۵ سپتامبر ۲۰۰۴ |
| ۱۳۳۹۱۹ | 2004 RW289   | ۸ سپتامبر ۲۰۰۴  |
| ۱۳۳۹۲۰ | 2004 RH310   | ۱۳ سپتامبر ۲۰۰۴ |
| ۱۳۳۹۲۱ | 2004 RJ315   | ۱۵ سپتامبر ۲۰۰۴ |
| ۱۳۳۹۲۲ | 2004 RW338   | ۹ سپتامبر ۲۰۰۴  |
| ۱۳۳۹۲۳ | 2004 SD14    | ۱۷ سپتامبر ۲۰۰۴ |
| ۱۳۳۹۲۴ | 2004 SX23    | ۱۷ سپتامبر ۲۰۰۴ |
| ۱۳۳۹۲۵ | 2004 SN28    | ۱۷ سپتامبر ۲۰۰۴ |
| ۱۳۳۹۲۶ | 2004 SB31    | ۱۷ سپتامبر ۲۰۰۴ |
| ۱۳۳۹۲۷ | 2004 SG33    | ۱۷ سپتامبر ۲۰۰۴ |
| ۱۳۳۹۲۸ | 2004 SR38    | ۱۷ سپتامبر ۲۰۰۴ |
| ۱۳۳۹۲۹ | 2004 SM39    | ۱۷ سپتامبر ۲۰۰۴ |
| ۱۳۳۹۳۰ | 2004 ST40    | ۱۷ سپتامبر ۲۰۰۴ |
| ۱۳۳۹۳۱ | 2004 SE49    | ۲۱ سپتامبر ۲۰۰۴ |
| ۱۳۳۹۳۲ | 2004 SD53    | ۲۲ سپتامبر ۲۰۰۴ |
| ۱۳۳۹۳۳ | 2004 ST54    | ۲۲ سپتامبر ۲۰۰۴ |
| ۱۳۳۹۳۳ | 2004 TQ      | ۴ اکتبر ۲۰۰۴    |
| ۱۳۳۹۳۵ | 2004 TK1     | ۴ اکتبر ۲۰۰۴    |
| ۱۳۳۹۳۶ | 2004 TQ8     | ۶ اکتبر ۲۰۰۴    |
| ۱۳۳۹۳۷ | 2004 TA13    | ۴ اکتبر ۲۰۰۴    |
| ۱۳۳۹۳۸ | 2004 TE16    | ۱۲ اکتبر ۲۰۰۴   |
| ۱۳۳۹۳۹ | 2004 TR39    | ۴ اکتبر ۲۰۰۴    |
| ۱۳۳۹۴۰ | 2004 TM48    | ۴ اکتبر ۲۰۰۴    |
| ۱۳۳۹۴۱ | 2004 TD54    | ۴ اکتبر ۲۰۰۴    |
| ۱۳۳۹۴۲ | 2004 TR54    | ۴ اکتبر ۲۰۰۴    |
| ۱۳۳۹۴۳ | 2004 TB58    | ۵ اکتبر ۲۰۰۴    |
| ۱۳۳۹۴۴ | 2004 TN68    | ۵ اکتبر ۲۰۰۴    |
| ۱۳۳۹۴۵ | 2004 TF69    | ۵ اکتبر ۲۰۰۴    |
| ۱۳۳۹۴۶ | 2004 TV71    | ۶ اکتبر ۲۰۰۴    |
| ۱۳۳۹۴۷ | 2004 TX71    | ۶ اکتبر ۲۰۰۴    |
| ۱۳۳۹۴۸ | 2004 TD72    | ۶ اکتبر ۲۰۰۴    |
| ۱۳۳۹۴۹ | 2004 TC75    | ۶ اکتبر ۲۰۰۴    |
| ۱۳۳۹۵۰ | 2004 TK79    | ۴ اکتبر ۲۰۰۴    |
| ۱۳۳۹۵۱ | 2004 TA100   | ۵ اکتبر ۲۰۰۴    |
| ۱۳۳۹۵۲ | 2004 TN111   | ۷ اکتبر ۲۰۰۴    |
| ۱۳۳۹۵۳ | 2004 TR112   | ۷ اکتبر ۲۰۰۴    |
| ۱۳۳۹۵۴ | 2004 TC124   | ۷ اکتبر ۲۰۰۴    |
| ۱۳۳۹۵۵ | 2004 TS127   | ۷ اکتبر ۲۰۰۴    |
| ۱۳۳۹۵۶ | 2004 TZ131   | ۷ اکتبر ۲۰۰۴    |
| ۱۳۳۹۵۷ | 2004 TL132   | ۷ اکتبر ۲۰۰۴    |
| ۱۳۳۹۵۸ | 2004 TB133   | ۷ اکتبر ۲۰۰۴    |
| ۱۳۳۹۵۹ | 2004 TX133   | ۷ اکتبر ۲۰۰۴    |
| ۱۳۳۹۶۰ | 2004 TK134   | ۷ اکتبر ۲۰۰۴    |
| ۱۳۳۹۶۱ | 2004 TP135   | ۸ اکتبر ۲۰۰۴    |
| ۱۳۳۹۶۲ | 2004 TT136   | ۸ اکتبر ۲۰۰۴    |
| ۱۳۳۹۶۳ | 2004 TU139   | ۹ اکتبر ۲۰۰۴    |
| ۱۳۳۹۶۴ | 2004 TB153   | ۶ اکتبر ۲۰۰۴    |
| ۱۳۳۹۶۵ | 2004 TU153   | ۶ اکتبر ۲۰۰۴    |
| ۱۳۳۹۶۶ | 2004 TN158   | ۶ اکتبر ۲۰۰۴    |
| ۱۳۳۹۶۷ | 2004 TM193   | ۷ اکتبر ۲۰۰۴    |
| ۱۳۳۹۶۸ | 2004 TA203   | ۷ اکتبر ۲۰۰۴    |
| ۱۳۳۹۶۹ | 2004 TX203   | ۷ اکتبر ۲۰۰۴    |
| ۱۳۳۹۷۰ | 2004 TN204   | ۷ اکتبر ۲۰۰۴    |
| ۱۳۳۹۷۱ | 2004 TJ207   | ۷ اکتبر ۲۰۰۴    |
| ۱۳۳۹۷۲ | 2004 TL207   | ۷ اکتبر ۲۰۰۴    |
| ۱۳۳۹۷۳ | 2004 TO207   | ۷ اکتبر ۲۰۰۴    |
| ۱۳۳۹۷۴ | 2004 TL208   | ۷ اکتبر ۲۰۰۴    |
| ۱۳۳۹۷۵ | 2004 TJ216   | ۹ اکتبر ۲۰۰۴    |
| ۱۳۳۹۷۶ | 2004 TM219   | ۵ اکتبر ۲۰۰۴    |
| ۱۳۳۹۷۷ | 2004 TW241   | ۱۰ اکتبر ۲۰۰۴   |
| ۱۳۳۹۷۸ | 2004 TK242   | ۶ اکتبر ۲۰۰۴    |
| ۱۳۳۹۷۹ | 2004 TC243   | ۶ اکتبر ۲۰۰۴    |
| ۱۳۳۹۸۰ | 2004 TF255   | ۹ اکتبر ۲۰۰۴    |
| ۱۳۳۹۸۱ | 2004 TZ263   | ۹ اکتبر ۲۰۰۴    |
| ۱۳۳۹۸۲ | 2004 TX268   | ۹ اکتبر ۲۰۰۴    |
| ۱۳۳۹۸۳ | 2004 TV282   | ۷ اکتبر ۲۰۰۴    |
| ۱۳۳۹۸۴ | 2004 TW295   | ۱۰ اکتبر ۲۰۰۴   |
| ۱۳۳۹۸۵ | 2004 TQ321   | ۱۱ اکتبر ۲۰۰۴   |
| ۱۳۳۹۸۶ | 2004 TE333   | ۹ اکتبر ۲۰۰۴    |
| ۱۳۳۹۸۷ | 2004 TQ336   | ۱۰ اکتبر ۲۰۰۴   |
| ۱۳۳۹۸۸ | 2004 TB339   | ۱۲ اکتبر ۲۰۰۴   |
| ۱۳۳۹۸۹ | 2004 TL351   | ۱۰ اکتبر ۲۰۰۴   |
| ۱۳۳۹۹۰ | 2004 TZ356   | ۱۴ اکتبر ۲۰۰۴   |
| ۱۳۳۹۹۱ | 2004 TY359   | ۹ اکتبر ۲۰۰۴    |
| ۱۳۳۹۹۲ | 2004 UN4     | ۱۶ اکتبر ۲۰۰۴   |
| ۱۳۳۹۹۳ | 2004 US6     | ۲۰ اکتبر ۲۰۰۴   |
| ۱۳۳۹۹۴ | 2004 VU1     | ۲ نوامبر ۲۰۰۴   |
| ۱۳۳۹۹۵ | 2004 VV1     | ۲ نوامبر ۲۰۰۴   |
| ۱۳۳۹۹۶ | 2004 VN6     | ۳ نوامبر ۲۰۰۴   |
| ۱۳۳۹۹۷ | 2004 VV6     | ۳ نوامبر ۲۰۰۴   |
| ۱۳۳۹۹۸ | 2004 VE7     | ۳ نوامبر ۲۰۰۴   |
| ۱۳۳۹۹۹ | 2004 VK7     | ۳ نوامبر ۲۰۰۴   |
| ۱۳۴۰۰۰ | 2004 VG9     | ۳ نوامبر ۲۰۰۴   |